# Amiibo
amiibo (アミーボ, Amībo) són uns mitjans distribuïts i fabricats per Nintendo que s'estan distribuint des del novembre de 2014 que permeten emmagatzemar i desbloquejar contingut de videojocs de Nintendo 3DS i Wii U. De moment hi ha els suports en forma de figures i els de cartes. Van estar anunciades el maig de 2014 en una reunió d'inversors sota el nom de Nintendo Feature Platform i l'E³ 2014 sota el nom d'amiibo.

## Descripció
Els amiibo són uns mitjans que són capaços de retenir informació per desbloquejar-la en videojocs i dispositius de Nintendo en concret. De moment hi ha els suports en forma de figures i els de cartes. Hi ha dos tipus d'emmagatzematge: els de lectura (el que desbloqueja simplement contingut) i els de lectura-escriptura (el que desa informació al amiibo i permet llegir-la posteriorment). El seu rang físic és de 20 cm (7,9 in). Són de lliure regió, és a dir, un amiibo del Japó funcionarà en una consola europea, per exemple. Cada amiibo està basat en un personatge de Nintendo, i està representat segons el seu artwork i una base negra o vermella segons la línia. Cada figura només pot emmagatzemar dades (en cas del segon o el tercer cas) d'un sol joc.
Els amiibos succeeixen el Nintendo GameCube – Game Boy Advance link cable de principis dels 2000.
En una comunitat corporatiu, Nintendo va explicar alguns detalls sobre la creació de les estatuetes, començant per la producció d'un model matriu en 3D fet a mà fins a arribar a la forma final.

## Toponímia
L'origen del nom d'"amiibo" no està molt clar, però Bill Trinen, de Nintendo of America, va explicar a la revista Time que "ami" significa quelcom com "amistat" en japonès, encara que en un principi pugui semblar a "amigo" ("amic") del castellà.

## Llista de figures
Aquesta llista mostra la llista de figures de cada col·lecció per a qualsevol joc, és a dir, s'utilitzen per a diversos jocs emmagatzemant dades de cadascun. Els jocs són la majoria de vegades compatibles amb les figures de totes les línies, encara que hi hagi versions diferents.
En una entrevista amb IGN, al mestre Shigeru Miyamoto se li va preguntar sobre la possibilitat que els jugadors tenen els seus propis Miis en format figura amiibo. Sorprenentment, la resposta de Miyamoto sobre aquest tema va ser molt emocionant, ja que va dir que un nombre de funcionaris a Nintendo ho vol fer i, de fet, Miyamoto ja en té un.

### Col·lecció Super Smash Bros
| Personatge            | Sèrie               | Tirada                                                            | Data de llançament |
| --------------------- | ------------------- | ----------------------------------------------------------------- | --- |
| Mario                 | Super Mario         | WW Primera                                                        | NA 21 de novembre de 2014 EU 28 de novembre de 2014 AUS 29 de novembre de 2014 JP 6 de desembre de 2014 BR 1 de juny de 2015 HK 30 de juliol de 2015                       |
| Princesa Peach        | Super Mario         | WW Primera                                                        | NA 21 de novembre de 2014 EU 28 de novembre de 2014 AUS 29 de novembre de 2014 JP 6 de desembre de 2014 BR 1 de juny de 2015                                               |
| Yoshi                 | Super Mario (Yoshi) | WW Primera                                                        | NA 21 de novembre de 2014 EU 28 de novembre de 2014 AUS 29 de novembre de 2014 JP 6 de desembre de 2014 BR 1 de juny de 2015 HK 30 de juliol de 2015                       |
| Donkey Kong           | Donkey Kong         | WW Primera                                                        | NA 21 de novembre de 2014 EU 28 de novembre de 2014 AUS 29 de novembre de 2014 JP 6 de desembre de 2014 BR 1 de juny de 2015 HK 30 de juliol de 2015                       |
| Link                  | The Legend of Zelda | WW Primera                                                        | NA 21 de novembre de 2014 EU 28 de novembre de 2014 AUS 29 de novembre de 2014 JP 6 de desembre de 2014 BR 1 de juny de 2015                                               |
| Fox McCloud           | Star Fox            | WW Primera                                                        | NA 21 de novembre de 2014 EU 28 de novembre de 2014 AUS 29 de novembre de 2014 JP 6 de desembre de 2014                                                                    |
| Samus Aran            | Metroid             | WW Primera                                                        | NA 21 de novembre de 2014 EU 28 de novembre de 2014 AUS 29 de novembre de 2014 JP 6 de desembre de 2014 BR 1 de juny de 2015                                               |
| Wii Fit Trainer       | Wii Fit             | WW Primera                                                        | NA 21 de novembre de 2014 EU 28 de novembre de 2014 AUS 29 de novembre de 2014 JP 6 de desembre de 2014                                                                    |
| Vilatà                | Animal Crossing     | WW Primera                                                        | NA 21 de novembre de 2014 EU 28 de novembre de 2014 AUS 29 de novembre de 2014 JP 6 de desembre de 2014                                                                    |
| Pikachu               | Pokémon             | WW Primera                                                        | NA 21 de novembre de 2014 EU 28 de novembre de 2014 AUS 29 de novembre de 2014 JP 6 de desembre de 2014 BR 1 de juny de 2015                                               |
| Kirby                 | Kirby               | WW Primera                                                        | NA 21 de novembre de 2014 EU 28 de novembre de 2014 AUS 29 de novembre de 2014 JP 6 de desembre de 2014 BR 1 de juny de 2015 HK 30 de juliol de 2015                       |
| Marth                 | Fire Emblem         | WW Primera                                                        | NA 21 de novembre de 2014 EU 28 de novembre de 2014 AUS 29 de novembre de 2014 JP 6 de desembre de 2014                                                                    |
| Zelda                 | The Legend of Zelda | JP Primera BR Primera HK Primera NA Segona PAL Segona             | JP 6 de desembre de 2014 AUS 12 de desembre de 2014 EU 19 de desembre de 2014 NA Desembre de 2014 BR 1 de juny de 2015 HK 30 de juliol de 2015                             |
| Diddy Kong            | Donkey Kong         | JP Primera BR Primera NA Segona PAL Segona                        | JP 6 de desembre de 2014 AUS 12 de desembre de 2014 EU 19 de desembre de 2014 NA Desembre de 2014 BR 1 de juny de 2015                                                     |
| Luigi                 | Super Mario         | JP Primera BR Primera NA Segona PAL Segona                        | JP 6 de desembre de 2014 AUS 12 de desembre de 2014 EU 19 de desembre de 2014 NA Desembre de 2014 BR 1 de juny de 2015                                                     |
| Little Mac            | Punch-Out!!         | JP Primera NA Segona PAL Segona                                   | JP 6 de desembre de 2014 AUS 12 de desembre de 2014 EU 19 de desembre de 2014 NA Desembre de 2014                                                                          |
| Pit                   | Kid Icarus          | JP Primera NA Segona PAL Segona                                   | JP 6 de desembre de 2014 AUS 12 de desembre de 2014 EU 19 de desembre de 2014 NA Desembre de 2014                                                                          |
| Captain Falcon        | F-Zero              | JP Primera NA Segona PAL Segona                                   | JP 6 de desembre de 2014 AUS 12 de desembre de 2014 EU 19 de desembre de 2014 NA Desembre de 2014                                                                          |
| Estela i Destello     | Super Mario         | HK Primera JP Segona NA Tercera PAL Tercera                       | JP 22 de gener de 2015 EU 23 de gener de 2015 AUS 29 de gener de 2015 NA Febrer 2015 (Target) HK 30 de juliol de 2015                                                      |
| Bowser                | Super Mario         | HK Primera BR Primera JP Segona NA Tercera PAL Tercera            | JP 22 de gener de 2015 EU 23 de gener de 2015 AUS 29 de gener de 2015 NA Febrer 2015 BR 1 de juny de 2015 HK 30 de juliol de 2015                                          |
| Lucario               | Pokémon             | JP Segona NA Tercera PAL Tercera                                  | JP 22 de gener de 2015 EU 23 de gener de 2015 AUS 29 de gener de 2015 NA Febrer 2015 (Toys 'R' Us)                                                                         |
| Toon Link             | The Legend of Zelda | BR Primera JP Segona NA Tercera PAL Tercera                       | JP 22 de gener de 2015 EU 23 de gener de 2015 AUS 29 de gener de 2015 NA Febrer 2015 BR 1 de juny de 2015                                                                  |
| Sheik                 | The Legend of Zelda | JP Segona NA Tercera PAL Tercera                                  | JP 22 de gener de 2015 EU 23 de gener de 2015 AUS 29 de gener de 2015 NA Febrer 2015 BR 1 de juny de 2015                                                                  |
| Ike                   | Fire Emblem         | JP Segona NA Tercera PAL Tercera                                  | JP 22 de gener de 2015 EU 23 de gener de 2015 AUS 29 de gener de 2015 NA Febrer 2015                                                                                       |
| King Dedede           | Kirby               | JP Segona NA Tercera EU Quarta AUS Tercera                        | JP 22 de gener de 2015 AUS 29 de gener de 2015 EU 20 de febrer de 2014 NA Febrer 2015                                                                                      |
| Meta Knight           | Kirby               | JP Segona NA Tercera EU Quarta AUS Tercera                        | JP 22 de gener de 2015 EU 20 de febrer de 2014 NA Febrer 2015 (Best Buy) AUS Febrer 2015                                                                                   |
| Shulk                 | Xeno                | JP Tercera NA Tercera AUS Tercera EU Quarta                       | AUS 29 de gener de 2015 JP 19 de febrer de 2015 EU 20 de febrer de 2014 NA Febrer 2015 (GameStop)                                                                          |
| Sonic                 | Sonic               | HK Primera BR Primera JP Tercera NA Tercera AUS Tercera EU Quarta | AUS 29 de gener de 2015 JP 19 de febrer de 2015 EU 20 de febrer de 2014 NA Febrer 2015 BR 1 de juny de 2015 HK 30 de juliol de 2015                                        |
| Mega Man              | Mega Man            | HK PrimeraJP Tercera NA Tercera AUS Tercera EU Quarta             | AUS 29 de gener de 2015 JP 19 de febrer de 2015 EU 20 de febrer de 2014 NA Febrer 2015 HK 30 de juliol de 2015                                                             |
| Robin                 | Fire Emblem         | JP Quarta NA Quarta AUS Quarta EU Cinquena                        | JP 24 d'abril de 2015 EU 24 d'abril de 2015 AUS 25 d'abril de 2015 NA Maig de 2015                                                                                         |
| Charizard             | Pokémon             | JP Quarta NA Quarta AUS Quarta EU Cinquena                        | JP 24 d'abril de 2015 EU 24 d'abril de 2015 AUS 25 d'abril de 2015 NA Maig de 2015                                                                                         |
| Lucina                | Fire Emblem         | JP Quarta NA Quarta AUS Quarta EU Cinquena                        | JP 24 d'abril de 2015 EU 24 d'abril de 2015 AUS 25 d'abril de 2015 NA Maig de 2015                                                                                         |
| Ness                  | EarthBound          | JP Quarta NA Quarta AUS Quarta EU Cinquena                        | JP 24 d'abril de 2015 EU 24 d'abril de 2015 AUS 25 d'abril de 2015 NA Maig de 2015 (GameStop)                                                                              |
| Wario                 | Wario               | JP Quarta NA Quarta AUS Quarta EU Cinquena                        | JP 24 d'abril de 2015 EU 24 d'abril de 2015 AUS 25 d'abril de 2015 NA Maig de 2015                                                                                         |
| Pac-Man               | Pac-Man             | JP Quarta NA Quarta AUS Quarta EU Cinquena                        | JP 24 d'abril de 2015 EU 24 d'abril de 2015 AUS 25 d'abril de 2015 NA Maig de 2015                                                                                         |
| Greninja              | Pokémon             | NA Quarta JP Cinquena AUS Cinquena EU Sisena                      | JP 28 de maig de 2015 EU 29 de maig de 2015 AUS 30 de maig de 2015 NA Maig de 2015 (Toys 'R' Us)                                                                           |
| Jigglypuff            | Pokémon             | NA Quarta JP Cinquena AUS Cinquena EU Sisena                      | JP 28 de maig de 2015 EU 29 de maig de 2015 AUS 30 de maig de 2015 NA Maig de 2015 (Target)                                                                                |
| Zero Suit Samus       | Metroid             | HK Primera NA Cinquena JP Sisena AUS Sisena EU Setena             | JP 11 de juny de 2015 EU 26 de juny de 2015 AUS 4 de juliol de 2015 HK 30 de juliol de 2015 NA 11 de setembre de 2015                                                      |
| Palutena              | Kid Icarus          | HK Primera JP Sisena AUS Sisena NA Sisena EU Sisena               | JP 11 de juny de 2015 EU 26 de juny de 2015 AUS 4 de juliol de 2015 HK 30 de juliol de 2015 EUA 31 de juliol de 2015 (Amazon) CAN 31 de juliol de 2015                     |
| Pit Sombrío           | Kid Icarus          | HK Primera JP Sisena AUS Sisena NA Sisena EU Sisena               | JP 11 de juny de 2015 EU 26 de juny de 2015 AUS 4 de juliol de 2015 HK 30 de juliol de 2015 NA 31 de juliol de 2015 (Best Buy)                                             |
| Ganondorf             | The Legend of Zelda | HK Primera NA Cinquena JP Sisena AUS Sisena EU Setena             | JP 11 de juny de 2015 EU 26 de juny de 2015 AUS 4 de juliol de 2015 HK 30 de juliol de 2015 NA 11 de setembre de 2015                                                      |
| Pikmin & Olimar       | Pikmin              | HK Primera NA Cinquena JP Setena AUS Sisena EU Vuitena            | EU 17 de juliol de 2015 AUS 23 de juliol de 2015 HK 30 de juliol de 2015 JP 30 de juliol de 2015 NA 11 de setembre de 2015                                                 |
| Dr. Mario             | Mario               | HK Primera NA Cinquena JP Setena AUS Sisena EU Vuitena            | EU 17 de juliol de 2015 AUS 23 de juliol de 2015 HK 30 de juliol de 2015 JP 30 de juliol de 2015 EUA 11 de setembre de 2015 (Target) CAN 11 de setembre de 2015 (Wal-Mart) |
| Bowser Jr.            | Mario               | NA Cinquena JP Setena AUS Sisena EU Vuitena                       | EU 17 de juliol de 2015 AUS 23 de juliol de 2015 JP 30 de juliol de 2015 NA 11 de setembre de 2015 (Toys "R" Us)                                                           |
| R.O.B.                | Nintendo            | NA Sisena (Retro 3 Pack) AUS Setena EU Novena                     | Retro 3 Pack: NA 1 de novembre de 2015 Individualment: EU 25 de setembre de 2015 AUS 26 de setembre de 2015 NA 18 de març de 2016                                          |
| R.O.B. (Famicom)      | Nintendo            | JP Vuitena EU Dotzena AUS Vuitena                                 | JP 29 d'octubre de 2015 EU 18 de març de 2016 AUS 19 de març de 2016 |
| Duck Hunt             | Nintendo            | NA Sisena JP Vuitena AUS Setena EU Novena                         | EU 25 de setembre de 2015 AUS 26 de setembre de 2015 JP 29 d'octubre de 2015 NA 1 de novembre de 2015                                                                      |
| Mr. Game & Watch      | Game & Watch        | NA Sisena (Retro 3 Pack) JP Vuitena EU Novena AUS Setena          | EU 25 de setembre de 2015 AUS 26 de setembre de 2015 JP 29 d'octubre de 2015 NA 1 de novembre de 2015                                                                      |
| Falco Lombardi        | Star Fox            | NA Vuitena JP Vuitena AUS Vuitena EU Desena                       | JP 10 de setembre de 2015 EU 20 de novembre de 2015 EUA 20 de novembre de 2015 (Best Buy)CAN 20 de novembre de 2015 AUS 21 de novembre de 2015                             |
| Mii Gunner            | Nintendo            | NA Setena (Mii Fighters) JP Vuitena AUS Setena EU Novena          | JP 10 de setembre de 2015 EU 25 de setembre de 2015 AUS 26 de setembre de 2015 NA Novembre de 2015                                                                         |
| Mii Brawler           | Nintendo            | NA Setena (Mii Fighters) JP Vuitena AUS Setena EU Novena          | JP 10 de setembre de 2015 EU 25 de setembre de 2015 AUS 26 de setembre de 2015 NA Novembre de 2015                                                                         |
| Mii Swordfighter      | Nintendo            | NA Setena (Mii Fighters) JP Vuitena AUS Setena EU Novena          | JP 10 de setembre de 2015 EU 25 de setembre de 2015 AUS 26 de setembre de 2015 NA Novembre de 2015                                                                         |
| Mewtwo                | Pokémon             | EU Desena JP Vuitena NA Vuitena AUS Novena                        | EU 23 d'octubre de 2015 AUS 24 d'octubre de 2015 JP 29 d'octubre de 2015 NA 13 de novembre de 2015                                                                         |
| Lucas                 | EarthBound          | JP Novena NA Novena AUS Desena EU Onzena                          | JP 17 de desembre de 2015 NA 22 de gener de 2016 EU 29 de gener de 2016 AUS 30 de gener de 2016                                                                            |
| Ryu                   | Street Fighter      | NA Desena EU Dotzena JP Desena AUS Onzena                         | NA 18 de març de 2016 EU 18 de març de 2016 AUS 19 de març de 2016 JP 28 d'abril de 2016                                                                                   |
| Roy                   | Fire Emblem         | NA Desena EU Dotzena JP Desena AUS Onzena                         | NA 18 de març de 2016 EU 18 de març de 2016 AUS 19 de març de 2016 JP 28 d'abril de 2016                                                                                   |
| Cloud                 | Final Fantasy       | NA Onzena EU Tretzena JP Onzena                                   | WW 21 de juliol de 2017 |
| Cloud (jugador 2)     | Final Fantasy       | NA Onzena EU Tretzena JP Onzena                                   | WW 21 de juliol de 2017 |
| Corrin                | Fire Emblem         | NA Onzena EU Tretzena JP Onzena                                   | WW 21 de juliol de 2017 |
| Corrin (jugador 2)    | Fire Emblem         | NA Onzena EU Tretzena JP Onzena                                   | WW 21 de juliol de 2017 |
| Bayonetta             | Bayonetta           | NA Onzena EU Tretzena JP Onzena                                   | WW 21 de juliol de 2017 |
| Bayonetta (jugador 2) | Bayonetta           | NA Onzena EU Tretzena JP Onzena                                   | WW 21 de juliol de 2017 |

### Col·lecció Super Mario
| Personatge                         | Tirada                                                           | Data de llançament |                                                                           |
| ---------------------------------- | ---------------------------------------------------------------- | --- | ------------------------------------------------------------------------- |
| Mario                              | WW Primera                                                       | Dins un paquet de Mario Party 10: NA 20 de març de 2015 EU 20 de març de 2015 AUS 21 de març de 2015 Individualment: JP 13 de març de 2015 NA 3 d'abril de 2015 HK 30 de juliol de 2015 |                                                                           |
| Luigi                              | WW Primera                                                       | JP 13 de març de 2015 NA 20 de març de 2015 EU 20 de març de 2015 AUS 21 de març de 2015 HK 30 de juliol de 2015                                                                        |                                                                           |
| Princesa Peach                     | WW Primera                                                       | JP 13 de març de 2015 NA 20 de març de 2015 EU 20 de març de 2015 AUS 21 de març de 2015 HK 30 de juliol de 2015                                                                        |                                                                           |
| Yoshi                              | WW Primera                                                       | JP 13 de març de 2015 NA 20 de març de 2015 EU 20 de març de 2015 AUS 21 de març de 2015 HK 30 de juliol de 2015                                                                        |                                                                           |
| Bowser                             | WW Primera                                                       | JP 13 de març de 2015 NA 20 de març de 2015 EU 20 de març de 2015 AUS 21 de març de 2015 HK 30 de juliol de 2015                                                                        |                                                                           |
| Toad                               | WW Primera                                                       | JP 13 de març de 2015 NA 20 de març de 2015 EU 20 de març de 2015 AUS 21 de març de 2015                                                                                                |                                                                           |
| Mario - Gold Edition               | JP Segona NA Segona AUS Segona                                   | EUA 20 de març de 2015 (només a Wal-Mart) CAN 10 d'abril de 2015 AUS 25 de juny de 2015 (Target) JP 17 de desembre de 2015                                                              |                                                                           |
| Mario - Silver Edition             | NA Tercera AUS Segona                                            | NA 29 de maig de 2015 AUS 30 de maig (EB Games) |                                                                           |
| Wario                              | EU Segona JP Tercera NA Quarta                                   | EU 7 d'octubre de 2016 JP 20 d'octubre de 2016 NA 4 de novembre de 2016 |                                                                           |
| Waluigi                            | JP Tercera EU Tercera NA Quarta                                  | JP 20 d'octubre de 2016 NA 4 de novembre de 2016 EU 4 de novembre de 2016 |                                                                           |
| Princesa Daisy                     | JP Tercera EU Tercera NA Quarta                                  | JP 20 d'octubre de 2016 NA 4 de novembre de 2016 EU 4 de novembre de 2016 |                                                                           |
| Rosalina                           | JP Tercera NA Quarta EU Segona                                   | EU 7 d'octubre de 2016 JP 20 d'octubre de 2016 NA 4 de novembre de 2016 |                                                                           |
| Boo (fosforescent)                 | JP Tercera NA Quarta EU Segona                                   | EU 7 d'octubre de 2016 JP 20 d'octubre de 2016 NA 4 de novembre de 2016 |                                                                           |
| Donkey Kong                        | JP Tercera NA Quarta EU Segona                                   | EU 7 d'octubre de 2016 JP 20 d'octubre de 2016 NA 4 de novembre de 2016 |                                                                           |
| Diddy Kong                         | JP Tercera NA Quarta EU Segona                                   | NA Quarta EU Tercera | JP 20 d'octubre de 2016 NA 4 de novembre de 2016 EU 4 de novembre de 2016 |
| Koopa                              | JP Quarta NA Cinquena EU Tercera                                 | JP 5 d'octubre de 2017 NA 6 d'octubre de 2017 EU 6 d'octubre de 2017 |                                                                           |
| Goomba                             | JP Quarta NA Cinquena EU Tercera                                 | JP 5 d'octubre de 2017 NA 6 d'octubre de 2017 EU 6 d'octubre de 2017 |                                                                           |
| Mario vestit de casament           | JP Cinquena NA Sisena (Super Mario Odyssey Collection) EU Quarta | WW 27 d'octubre de 2017 |                                                                           |
| Bowser vestit de casament          | JP Cinquena NA Sisena (Super Mario Odyssey Collection) EU Quarta | WW 27 d'octubre de 2017 |                                                                           |
| Princesa Peach vestida de casament | JP Cinquena NA Sisena (Super Mario Odyssey Collection) EU Quarta | WW 27 d'octubre de 2017 |                                                                           |

### Col·lecció Splatoon
| Personatge                      | Tirada     | Data de llançament |
| ------------------------------- | ---------- | --- |
| Inkling noi                     | WW Primera | Individualment: JP 28 de maig de 2015 NA 29 de maig de 2015 EU 29 de maig de 2015 AUS 30 de maig de 2015 Dins un paquet amb els amiibo de la col·lecció: AUS 29 de maig de 2015                                                     |
| Inkling noia                    | WW Primera | Individualment: JP 28 de maig de 2015 NA 29 de maig de 2015 EU 29 de maig de 2015 AUS 30 de maig de 2015 Dins un paquet amb els amiibo de la col·lecció: AUS 29 de maig de 2015                                                     |
| Inkling calamar                 | WW Primera | Dins un paquet de Splatoon: JP 28 de maig de 2015 NA 29 de maig de 2015 EU 29 de maig de 2015 AUS 30 de maig de 2015 Dins un paquet amb els amiibo de la col·lecció: AUS 29 de maig de 2015 Individualment: HK 30 de juliol de 2015 |
| Inkling noi (color vermell)     | WW Segona  | Per separat i/o amb les altres versions noves: JP 7 de juliol de 2016 NA 7 de juliol de 2016 EU 8 de juliol de 2016 |
| Inkling noia (color verd)       | WW Segona  | Per separat i/o amb les altres versions noves: JP 7 de juliol de 2016 NA 7 de juliol de 2016 EU 8 de juliol de 2016 |
| Inkling calamar (color taronja) | NA Segona  | Per separat i/o amb les altres versions noves: JP 7 de juliol de 2016 NA 7 de juliol de 2016 EU 8 de juliol de 2016 |
| Squid Sisters                   | WW Segona  | JP 7 de juliol de 2016 NA 7 de juliol de 2016 EU 8 de juliol de 2016 |
| Inkling calamar                 | WW Tercera | WW 21 de juliol de 2017 |
| Inkling noi                     | WW Tercera | WW 21 de juliol de 2017 |
| Inkling noia                    | WW Tercera | WW 21 de juliol de 2017 |

### Col·lecció Yoshi's Woolly World
Aquestes figures es caracteritzen per ser fetes de punt, i suaus al tacte.
| Personatge          | Tirada     | Data de llançament |
| ------------------- | ---------- | --- |
| Yoshi Verd          | WW Primera | Individualment: EU 26 de juny de 2015 AUS 27 de juny de 2015 JP 16 de juliol de 2015 HK 30 de juliol de 2015 NA 13 de novembre de 2015 Dins un paquet de Yoshi's Woolly World: EU 26 de juny de 2015 AUS 27 de juny de 2015 |
| Yoshi Rosa          | WW Primera | EU 26 de juny de 2015 AUS 27 de juny de 2015 JP 16 de juliol de 2015 NA 16 d'octubre de 2015 |
| Yoshi Blau Cel      | WW Primera | EU 26 de juny de 2015 AUS 27 de juny de 2015 JP 16 de juliol de 2015 NA 16 d'octubre de 2015 |
| Mega Yoshi de llana | WW Segona  | EUA 15 de novembre de 2015 (Toys "R" Us) CAN 15 de novembre de 2015 EU 27 de novembre de 2015 AUS 28 de novembre de 2016 |
| Poochy              | WW Tercera | JP 19 de febrer de 2017 NA 3 de febrer de 2017 EU 3 de febrer de 2017 AUS 4 de febrer de 2017 |

### Col·lecció Chibi-Robo
| Personatge | Tirada     | Data de llançament |
| ---------- | ---------- | --- |
| Chibi-Robo | WW Primera | Dins un paquet amb el joc: JP 8 d'octubre de 2015 NA 9 d'octubre de 2015 EU 6 de novembre de 2015 AUS 7 de novembre de 2015 Per separat: NA Finals 2015 |

### Col·lecció Super Mario Maker
| Personatge                               | Tirada     | Data de llançament |
| ---------------------------------------- | ---------- | --- |
| The 30th Anniversary Mario Classic Color | WW Primera | NA 11 de setembre de 2015 EU 11 de setembre de 2015 AUS 12 de setembre de 2015 |
| The 30th Anniversary Mario Modern Color  | WW Primera | Dins un paquet de Super Mario Maker i Wii U: NA 11 de setembre de 2015 (Wal-Mart) Per separat: CAN 11 de setembre de 2015 (Wal-Mart) EU 23 d'octubre de 2015 AUS 24 d'octubre de 2015 EUA 26 de novembre de 2015 (Wal-Mart) |

### Col·lecció Animal Crossing
| Personatge                | Tirada               | Data de llançament |
| ------------------------- | -------------------- | --- |
| Cyrus                     | WW Primera           | NA 13 de novembre de 2015 EU 20 de novembre de 2015 JP 21 de novembre de 2015 AUS 21 de novembre de 2015                                      |
| Digby                     | WW Primera           | NA 13 de novembre de 2015 EU 20 de novembre de 2015 JP 21 de novembre de 2015 AUS 21 de novembre de 2015                                      |
| Isabelle                  | WW Primera           | NA 13 de novembre de 2015 EU 20 de novembre de 2015 JP 21 de novembre de 2015 AUS 21 de novembre de 2015                                      |
| K.K. Slider               | WW Primera           | NA 13 de novembre de 2015 EU 20 de novembre de 2015 JP 21 de novembre de 2015 AUS 21 de novembre de 2015                                      |
| Lottie                    | WW Primera           | EUA 13 de novembre de 2015 (Target) CAN 13 de novembre de 2015 EU 20 de novembre de 2015 JP 21 de novembre de 2015 AUS 21 de novembre de 2015 |
| Mabel                     | WW Primera           | NA 13 de novembre de 2015 EU 20 de novembre de 2015 JP 21 de novembre de 2015 AUS 21 de novembre de 2015                                      |
| Reese                     | WW Primera           | NA 13 de novembre de 2015 EU 20 de novembre de 2015 JP 21 de novembre de 2015 AUS 21 de novembre de 2015                                      |
| Tom Nook                  | WW Primera           | NA 13 de novembre de 2015 EU 20 de novembre de 2015 JP 21 de novembre de 2015 AUS 21 de novembre de 2015                                      |
| Blathers                  | WW Segona            | JP 17 de desembre de 2015 NA 22 de gener de 2016 EU 29 de gener de 2016 AUS 30 de gener de 2016                                               |
| Celeste                   | WW Segona            | JP 17 de desembre de 2015 NA 22 de gener de 2016 EU 29 de gener de 2016 AUS 30 de gener de 2016                                               |
| Kicks                     | WW Segona            | JP 17 de desembre de 2015 NA 22 de gener de 2016 EU 29 de gener de 2016 AUS 30 de gener de 2016                                               |
| Resetti                   | WW Segona            | JP 17 de desembre de 2015 NA 22 de gener de 2016 EU 29 de gener de 2016 AUS 30 de gener de 2016                                               |
| Timmy & Tommy Nook        | WW Tercera           | NA 18 de març de 2016 EU 18 de març de 2016 AUS 19 de març de 2016 JP 24 de març de 2016                                                      |
| Kapp'n                    | WW Tercera           | NA 18 de març de 2016 EU 18 de març de 2016 AUS 19 de març de 2016 JP 24 de març de 2016                                                      |
|                           |                      | |
| Rover                     | WW Tercera           | NA 18 de març de 2016 EU 18 de març de 2016 AUS 19 de març de 2016 JP 24 de març de 2016                                                      |
| Isabelle (vestit d'estiu) | WW Tercera NA Quarta | EU 18 de març de 2016 AUS 19 de març de 2016 JP 24 de març de 2016 NA 10 de juny de 2016                                                      |

### Col·lecció Skylanders SuperChargers
Aquestes figures amiibo tenen un interruptor que les fan compatibles amb els jocs que suportin els amiibo de Donkey Kong i Bowser originals. Són incloses versions Dark als paquets Skylanders SuperChargers Dark Edition Starter Pack.
| Personatge                                                       | Sèrie                        | Tirada               | Data de llançament |
| ---------------------------------------------------------------- | ---------------------------- | -------------------- | --- |
| Turbo Charge Donkey Kong                                         | Donkey Kong / Mario          | WW Primera           | Skylanders SuperChargers Starter Pack: NA 20 de setembre de 2015 EU 25 de setembre de 2015                                                         |
| Hammer Slam Bowser                                               | Mario                        | WW Primera           | Skylanders SuperChargers Starter Pack: NA 20 de setembre de 2015 EU 25 de setembre de 2015                                                         |
| Barrel Blaster (per a Turbo Charge Donkey Kong)                  | N/A (es tracta d'un vehicle) | WW Primera           | Skylanders SuperChargers Starter Pack: NA 20 de setembre de 2015 EU 25 de setembre de 2015                                                         |
| Clown Cruiser (per a Hammer Slam Bowser)                         | N/A (es tracta d'un vehicle) | WW Primera           | Skylanders SuperChargers Starter Pack: NA 20 de setembre de 2015 EU 25 de setembre de 2015                                                         |
| Dark Turbo Charge Donkey Kong                                    | Mario                        | WW Primera           | Skylanders SuperChargers Dark Edition Starter Pack: NA 20 de setembre de 2015 EU 25 de setembre de 2015                                            |
| Dark Hammer Slam Bowser                                          | Mario                        | WW Primera           | Skylanders SuperChargers Racing: Dark Edition (Wii): EUA 20 de setembre de 2015 (Toys "R" Us) CAN 20 de setembre de 2015 EU 25 de setembre de 2015 |
| Dark Barrel Blaster (per a Dark Turbo Charge Donkey Kong)        | N/A (es tracta d'un vehicle) | WW Primera           | Skylanders SuperChargers Dark Edition Starter Pack: NA 20 de setembre de 2015 EU 25 de setembre de 2015                                            |
| Dark Clown Cruiser (per a Dark Hammer Slam Bowser)               | N/A (es tracta d'un vehicle) | WW Primera           | Skylanders SuperChargers Racing: Dark Edition (Wii): EUA 20 de setembre de 2015 (Toys "R" Us) CAN 20 de setembre de 2015 EU 25 de setembre de 2015 |
| Dark Spitfire                                                    | N/A (es tracta d'un vehicle) | WW Primera           | Skylanders SuperChargers Dark Edition Starter Pack: NA 20 de setembre de 2015 EU 25 de setembre de 2015                                            |
| Dark Hot Streak                                                  | N/A (es tracta d'un vehicle) | WW Primera           | Skylanders SuperChargers Dark Edition Starter Pack: NA 20 de setembre de 2015 EU 25 de setembre de 2015                                            |
| Dual Pack (inclou Turbo Charge Donkey Kong i Hammer Slam Bowser) | Mario / Donkey Kong          | NA Segona AUS Segona | NA 31 de desembre de 2015 AUS 9 de gener de 2016                                                                                                   |
| Turbo Charge Donkey Kong + Barrel Blaster                        | Mario / Donkey Kong          | UK Primera           | UK 18 de gener de 2016 (Smithy Toys) |
| Hammer Slam Bowser + Clown Cruiser                               | Mario / Donkey Kong          | UK Primera           | UK 18 de gener de 2016 (Smithy Toys) |

### Col·lecció Shovel Knight
La col·lecció va sortir com un rumor quan la desenvolupadora indie responsable de Shovel Knight, Yacht Club Games, va anunciar que faria un anunci "megató" a la PAX Prime 2015 que tenia lloc a finals d'agost de 2015 a Seattle. El 27 d'agost una piulada de la botiga Game a Seattle feia aquest anunci, anunciant la figura de Shovel Knight per a llançar-se el 27 de novembre, però després el va retirar. Finalment un dia després va ser anunciada oficialment. L'11 d'octubre Nintendo of America va afegir al seu web oficial que la figua seria compatible amb Super Smash Bros. 4 però una estona després ho va eliminar.
| Personatge     | Tirada     | Data de llançament                                                                                 |
| -------------- | ---------- | -------------------------------------------------------------------------------------------------- |
| Shovel Knight  | WW Primera | NA 9 de desembre de 2015 EU 9 de desembre de 2015 AUS 10 de desembre de 2015 JP 30 de juny de 2016 |
| King Knight    | NA Segona  | NA TBA                                                                                             |
| Plague Knight  | NA Segona  | NA TBA                                                                                             |
| Specter Knight | NA Segona  | NA TBA                                                                                             |

### Col·lecció Mega Man
Per la celebració del 30è aniversari del joc de NES Mega Man, el febrer de 2016 serà llançat a Amèrica i Europa el joc digital Mega Man Legacy Collection per a 3DS i Wii U. Per celebrar l'ocasió també serà llançat l'amiibo daurat de Mega Man, que funcionarà igual que l'amiibo de Mega Man que la resta de jocs compatibles:
| Personatge      | Tirada     | Data de llançament      |
| --------------- | ---------- | ----------------------- |
| Mega Man Daurat | WW Primera | NA 23 de febrer de 2016 |

### Col·lecció The Legend of Zelda
La col·lecció és compatible amb The Legend of Zelda: Twilight Princess HD i The Legend of Zelda: Breath of the Wild.
| Personatge                  | Tirada      | Data de llançament                                                                    |
| --------------------------- | ----------- | ------------------------------------------------------------------------------------- |
| Wolf Link                   | WW Primera  | NA 4 de març de 2016 EU 4 de març de 2016 AUS 5 de març de 2016 JP 10 de març de 2016 |
| 8-bit Link                  | WW Segona   | JP 1 de desembre de 2016 NA 2 de desembre de 2016 EU 2 de desembre de 2016            |
| Link d'Ocarina of Time      | WW Segona   | JP 1 de desembre de 2016 NA 2 de desembre de 2016 EU 2 de desembre de 2016            |
| Toon Link de The Wind Waker | WW Segona   | JP 1 de desembre de 2016 NA 2 de desembre de 2016 EU 2 de desembre de 2016            |
| Zelda de The Wind Waker     | WW Segona   | JP 1 de desembre de 2016 NA 2 de desembre de 2016 EU 2 de desembre de 2016            |
| Zelda                       | WW Tercera  | WW 3 de març de 2017                                                                  |
| Bokoblin                    | WW Tercera  | WW 3 de març de 2017                                                                  |
| Guardià                     | WW Tercera  | WW 3 de març de 2017                                                                  |
| Link (genet)                | WW Tercera  | WW 3 de març de 2017                                                                  |
| Link (arquer)               | WW Tercera  | WW 3 de març de 2017                                                                  |
| Link (Skyward Sword)        | WW Quarta   | JP 22 de juny de 2017 NA 23 de juny de 2017 EU 23 de juny de 2017                     |
| Link (Twilight Princess)    | WW Quarta   | JP 22 de juny de 2017 NA 23 de juny de 2017 EU 23 de juny de 2017                     |
| Link (Majora's Mask)        | WW Quarta   | JP 22 de juny de 2017 NA 23 de juny de 2017 EU 23 de juny de 2017                     |
| Urbosa                      | WW Cinquena | WW 10 de novembre de 2017                                                             |
| Revali                      | WW Cinquena | WW 10 de novembre de 2017                                                             |
| Mipha                       | WW Cinquena | WW 10 de novembre de 2017                                                             |
| Daruk                       | WW Cinquena | WW 10 de novembre de 2017                                                             |

### Col·lecció Kirby
La col·lecció és compatible amb Kirby: Planet Robobot.
| Personatge  | Tirada     | Data de llançament                                                 |
| ----------- | ---------- | ------------------------------------------------------------------ |
| Kirby       | WW Primera | JP 28 d'abril de 2016 EU 10 de juny de 2016 AUS 11 de juny de 2016 |
| King Dedede | WW Primera | JP 28 d'abril de 2016 EU 10 de juny de 2016 AUS 11 de juny de 2016 |
| Meta Knight | WW Primera | JP 28 d'abril de 2016 EU 10 de juny de 2016 AUS 11 de juny de 2016 |
| Waddle Dee  | WW Primera | JP 28 d'abril de 2016 EU 10 de juny de 2016 AUS 11 de juny de 2016 |

### Col·lecció Monster Hunter
La col·lecció és compatible amb Monster Hunter Stories.
| Personatge                         | Tirada     | Data de llançament       |
| ---------------------------------- | ---------- | ------------------------ |
| Nabiru                             | JP Primera | JP 8 d'octubre de 2016   |
| One-Eyed Rathalos and Female Rider | JP Primera | JP 8 d'octubre de 2016   |
| One-Eyed Rathalos and Male Rider   | JP Primera | JP 8 d'octubre de 2016   |
| Qurupeco/Dan                       | JP Segona  | JP 8 de desembre de 2016 |
| Barioth/Ayuria                     | JP Segona  | JP 8 de desembre de 2016 |
| Rathian/Cheval                     | JP Segona  | JP 8 de desembre de 2016 |

### Col·lecció BoxBoy!
La col·lecció és compatible amb Goodbye! BoxBoy!.
| Personatge | Tirada                 | Data de llançament                                                        |
| ---------- | ---------------------- | ------------------------------------------------------------------------- |
| Qbby       | JP Primera AUS Primera | JP 2 de febrer del 2017 AUS 24 de març de 2017 (eBay oficial de Nintendo) |

### Col·lecció Fire Emblem
La col·lecció és compatible amb Fire Emblem Echoes: Shadows of Valentia.
| Personatge | Tirada     | Data de llançament                                                        |
| ---------- | ---------- | ------------------------------------------------------------------------- |
| Celica     | WW Primera | JP 20 d'abril de 2017 NA 19 de maig de 2017 EU 19 de maig de 2017         |
| Alm        | WW Primera | JP 20 d'abril de 2017 NA 19 de maig de 2017 EU 19 de maig de 2017         |
| Tiki       | WW Segona  | JP 28 de setembre de 2017 NA 20 d'octubre de 2017 EU 20 d'octubre de 2017 |
| Chrom      | WW Segona  | JP 28 de setembre de 2017 NA 20 d'octubre de 2017 EU 20 d'octubre de 2017 |

### Col·lecció Pikmin
La col·lecció és compatible amb Hey! Pikmin.
| Personatge | Tirada     | Data de llançament                                                       |
| ---------- | ---------- | ------------------------------------------------------------------------ |
| Pikmin     | WW Primera | JP 13 de juliol de 2017 NA 28 de juliol del 2017 EU 28 de juliol de 2017 |

### Col·lecció Metroid
La col·lecció és compatible amb Metroid: Samus Returns.
| Personatge | Tirada     | Data de llançament        |
| ---------- | ---------- | ------------------------- |
| Samus Aran | WW Primera | WW 15 de setembre de 2017 |
| Metroid    | WW Primera | WW 15 de setembre de 2017 |

## Llista de cartes
En una reunió amb inversors de novembre de 2014, Shigeru Miyamoto va explicar que pensa dur els amiibo a altres formats, com en targetes, a l'estil de l'accessori Nintendo e-Reader, dient que el progrés del joc es podria transferir a la carta amb la funció NFC del Wii U GamePad. També ha explicat que vol comercialitzar figures més barates de 13 dòlars, que es fan servir en Super Smash Bros. for Wii U, com en jocs Animal Crossing, i que vol fer servir aquesta tecnologia per altres "usos no convencionals" que es revelaran el 2015.
Es vendran amiibo en forma de cartes a partir d'algun punt indeterminat d'aquest any segons acaba de formar Satoru Iwata en la reunió amb inversors i accionistes del 17 de febrer de 2015.

### Col·lecció Animal Crossing
Tots els personatges són de la sèrie Animal Crossing. Han estat anunciades quatre tirades amb 100 cartes en cadascuna.
| Sèrie 1 HK 30 de juliol de 2015 JP 30 de juliol de 2015 NA 25 de setembre de 2015 EU 2 d'octubre de 2015 | Sèrie 1 HK 30 de juliol de 2015 JP 30 de juliol de 2015 NA 25 de setembre de 2015 EU 2 d'octubre de 2015 |
| Número de carta                                                                                          | Personatge                                                                                               |
| --- | --- |
| 001 | Isabelle                                                                                                 |
| 002 | Tom Nook                                                                                                 |
| 003 | DJ KK |
| 004 | Sable |
| 005 | Kapp'n                                                                                                   |
| 006 | Resetti                                                                                                  |
| 007 | Joan |
| 008 | Timmy |
| 009 | Digby |
| 010 | Pascal                                                                                                   |
| 011 | Harriet                                                                                                  |
| 012 | Redd |
| 013 | Saharah                                                                                                  |
| 014 | Luna |
| 015 | Tortimer                                                                                                 |
| 016 | Lyle |
| 017 | Lottie                                                                                                   |
| 018 | Bob |
| 019 | Fauna |
| 020 | Curt |
| 021 | Portia                                                                                                   |
| 022 | Leonardo                                                                                                 |
| 023 | Cheri |
| 024 | Kyle |
| 025 | Al |
| 026 | Renée |
| 027 | Lopez |
| 028 | Jambette                                                                                                 |
| 029 | Rasher                                                                                                   |
| 030 | Tiffany                                                                                                  |
| 031 | Sheldon                                                                                                  |
| 032 | Bluebear                                                                                                 |
| 033 | Bill |
| 034 | Kiki |
| 035 | Deli |
| 036 | Alli |
| 037 | Kabuki                                                                                                   |
| 038 | Patty |
| 039 | Jitters                                                                                                  |
| 040 | Gigi |
| 041 | Quillson                                                                                                 |
| 042 | Marcie                                                                                                   |
| 043 | Puck |
| 044 | Shari |
| 045 | Octavian                                                                                                 |
| 046 | Winnie                                                                                                   |
| 047 | Knox |
| 048 | Sterling                                                                                                 |
| 049 | Bonbon                                                                                                   |
| 050 | Punchy                                                                                                   |
| 051 | Opal |
| 052 | Poppy |
| 053 | Limberg                                                                                                  |
| 054 | Deena |
| 055 | Snake |
| 056 | Bangle                                                                                                   |
| 057 | Phil |
| 058 | Monique                                                                                                  |
| 059 | Nate |
| 060 | Samson                                                                                                   |
| 061 | Tutu |
| 062 | T-Bone                                                                                                   |
| 063 | Mint |
| 064 | Pudge |
| 065 | Midge |
| 066 | Gruff |
| 067 | Flurry                                                                                                   |
| 068 | Clyde |
| 069 | Bella |
| 070 | Biff |
| 071 | Yuka |
| 072 | Lionel                                                                                                   |
| 073 | Flo |
| 074 | Cobb |
| 075 | Amelia                                                                                                   |
| 076 | Jeremiah                                                                                                 |
| 077 | Cherry                                                                                                   |
| 078 | Roscoe                                                                                                   |
| 079 | Truffles                                                                                                 |
| 080 | Eugene                                                                                                   |
| 081 | Eunice                                                                                                   |
| 082 | Goose |
| 083 | Annalisa                                                                                                 |
| 084 | Benjamin                                                                                                 |
| 085 | Pancetti                                                                                                 |
| 086 | Chief |
| 087 | Bunnie                                                                                                   |
| 088 | Clay |
| 089 | Diana |
| 090 | Axel |
| 091 | Muffy |
| 092 | Henry |
| 093 | Bertha                                                                                                   |
| 094 | Cyrano                                                                                                   |
| 095 | Peanut                                                                                                   |
| 096 | Cole |
| 097 | Willow                                                                                                   |
| 098 | Roald |
| 099 | Molly |
| 100 | Walker                                                                                                   |

| Sèrie 2 JP 29 d'octubre de 2015 EU 20 de novembre de 2015 NA 22 de gener de 2015 | Sèrie 2 JP 29 d'octubre de 2015 EU 20 de novembre de 2015 NA 22 de gener de 2015 |
| Número de carta                                                                  | Personatge                                                                       |
| -------------------------------------------------------------------------------- | -------------------------------------------------------------------------------- |
| 101                                                                              | K.K.                                                                             |
| 102                                                                              | Reese                                                                            |
| 103                                                                              | Kicks                                                                            |
| 104                                                                              | Labelle                                                                          |
| 105                                                                              | Copper                                                                           |
| 106                                                                              | Booker                                                                           |
| 107                                                                              | Katie                                                                            |
| 108                                                                              | Tommy                                                                            |
| 109                                                                              | Porter                                                                           |
| 110                                                                              | Leila                                                                            |
| 111                                                                              | Shrunk                                                                           |
| 112                                                                              | Don                                                                              |
| 113                                                                              | Isabelle                                                                         |
| 114                                                                              | Blanca                                                                           |
| 115                                                                              | Nat                                                                              |
| 116                                                                              | Chip                                                                             |
| 117                                                                              | Jack                                                                             |
| 118                                                                              | Poncho                                                                           |
| 119                                                                              | Felicity                                                                         |
| 120                                                                              | Ozzie                                                                            |
| 121                                                                              | Tia                                                                              |
| 122                                                                              | Lucha                                                                            |
| 123                                                                              | Fuchsia                                                                          |
| 124                                                                              | Harry                                                                            |
| 125                                                                              | Gwen                                                                             |
| 126                                                                              | Coach                                                                            |
| 127                                                                              | Kitt                                                                             |
| 128                                                                              | Tom                                                                              |
| 129                                                                              | Tipper                                                                           |
| 130                                                                              | Prince                                                                           |
| 131                                                                              | Pate                                                                             |
| 132                                                                              | Vladimir                                                                         |
| 133                                                                              | Savannah                                                                         |
| 134                                                                              | Kidd                                                                             |
| 135                                                                              | Phoebe                                                                           |
| 136                                                                              | Egbert                                                                           |
| 137                                                                              | Cookie                                                                           |
| 138                                                                              | Sly                                                                              |
| 139                                                                              | Blaire                                                                           |
| 140                                                                              | Avery                                                                            |
| 141                                                                              | Nana                                                                             |
| 142                                                                              | Peck                                                                             |
| 143                                                                              | Olivia                                                                           |
| 144                                                                              | Cesar                                                                            |
| 145                                                                              | Carmen                                                                           |
| 146                                                                              | Rodney                                                                           |
| 147                                                                              | Scoot                                                                            |
| 148                                                                              | Whitney                                                                          |
| 149                                                                              | Broccolo                                                                         |
| 150                                                                              | Coco                                                                             |
| 151                                                                              | Groucho                                                                          |
| 152                                                                              | Wendy                                                                            |
| 153                                                                              | Alfonso                                                                          |
| 154                                                                              | Rhonda                                                                           |
| 155                                                                              | Butch                                                                            |
| 156                                                                              | Gabi                                                                             |
| 157                                                                              | Moose                                                                            |
| 158                                                                              | Timbra                                                                           |
| 159                                                                              | Zell                                                                             |
| 160                                                                              | Pekoe                                                                            |
| 161                                                                              | Teddy                                                                            |
| 162                                                                              | Mathilda                                                                         |
| 163                                                                              | Ed                                                                               |
| 164                                                                              | Bianca                                                                           |
| 165                                                                              | Filbert                                                                          |
| 166                                                                              | Kitty                                                                            |
| 167                                                                              | Beau                                                                             |
| 168                                                                              | Nan                                                                              |
| 169                                                                              | Bud                                                                              |
| 170                                                                              | Ruby                                                                             |
| 171                                                                              | Benedict                                                                         |
| 172                                                                              | Agnes                                                                            |
| 173                                                                              | Julian                                                                           |
| 174                                                                              | Bettina                                                                          |
| 175                                                                              | Jay                                                                              |
| 176                                                                              | Sprinkle                                                                         |
| 177                                                                              | Flip                                                                             |
| 178                                                                              | Hugh                                                                             |
| 179                                                                              | Hopper                                                                           |
| 180                                                                              | Pecan                                                                            |
| 181                                                                              | Drake                                                                            |
| 182                                                                              | Alice                                                                            |
| 183                                                                              | Camofrog                                                                         |
| 184                                                                              | Anicotti                                                                         |
| 185                                                                              | Chops                                                                            |
| 186                                                                              | Charlise                                                                         |
| 187                                                                              | Vic                                                                              |
| 188                                                                              | Ankha                                                                            |
| 189                                                                              | Drift                                                                            |
| 190                                                                              | Vesta                                                                            |
| 191                                                                              | Marcel                                                                           |
| 192                                                                              | Pango                                                                            |
| 193                                                                              | Keaton                                                                           |
| 194                                                                              | Gladys                                                                           |
| 195                                                                              | Hamphrey                                                                         |
| 196                                                                              | Freya                                                                            |
| 197                                                                              | Kid Cat                                                                          |
| 198                                                                              | Agent S                                                                          |
| 199                                                                              | Big Top                                                                          |
| 200                                                                              | Rocket                                                                           |

| Sèrie 3 NA 18 de març de 2016 EU 18 de març de 2016 AUS 19 de març de 2016 | Sèrie 3 NA 18 de març de 2016 EU 18 de març de 2016 AUS 19 de març de 2016 |
| Número de carta                                                            | Personatge                                                                 |
| -------------------------------------------------------------------------- | -------------------------------------------------------------------------- |
| 201                                                                        | Rover                                                                      |
| 202                                                                        | Blathers                                                                   |
| 203                                                                        | Tom Nook                                                                   |
| 204                                                                        | Pelly                                                                      |
| 205                                                                        | Phyllis                                                                    |
| 206                                                                        | Pete                                                                       |
| 207                                                                        | Mabel                                                                      |
| 208                                                                        | Leif                                                                       |
| 209                                                                        | Wendell                                                                    |
| 210                                                                        | Cyrus                                                                      |
| 211                                                                        | Grams                                                                      |
| 212                                                                        | Timmy                                                                      |
| 213                                                                        | Digby                                                                      |
| 214                                                                        | Don                                                                        |
| 215                                                                        | Isabelle                                                                   |
| 216                                                                        | Franklin                                                                   |
| 217                                                                        | Jingle                                                                     |
| 218                                                                        | Lily                                                                       |
| 219                                                                        | Anchovy                                                                    |
| 220                                                                        | Tabby                                                                      |
| 221                                                                        | Kody                                                                       |
| 222                                                                        | Miranda                                                                    |
| 223                                                                        | Del                                                                        |
| 224                                                                        | Paula                                                                      |
| 225                                                                        | Ken                                                                        |
| 226                                                                        | Mitzi                                                                      |
| 227                                                                        | Rodeo                                                                      |
| 228                                                                        | Bubbles                                                                    |
| 229                                                                        | Cousteau                                                                   |
| 230                                                                        | Velma                                                                      |
| 231                                                                        | Elvis                                                                      |
| 232                                                                        | Canberra                                                                   |
| 233                                                                        | Colton                                                                     |
| 234                                                                        | Marina                                                                     |
| 235                                                                        | Spork                                                                      |
| 236                                                                        | Freckles                                                                   |
| 237                                                                        | Bam                                                                        |
| 238                                                                        | Friga                                                                      |
| 239                                                                        | Ricky                                                                      |
| 240                                                                        | Deirdre                                                                    |
| 241                                                                        | Hans                                                                       |
| 242                                                                        | Chevre                                                                     |
| 243                                                                        | Drago                                                                      |
| 244                                                                        | Tangy                                                                      |
| 245                                                                        | Mac                                                                        |
| 246                                                                        | Eloise                                                                     |
| 247                                                                        | Wart Jr.                                                                   |
| 248                                                                        | Hazel                                                                      |
| 249                                                                        | Beardo                                                                     |
| 250                                                                        | Ava                                                                        |
| 251                                                                        | Chester                                                                    |
| 252                                                                        | Merry                                                                      |
| 253                                                                        | Genji                                                                      |
| 254                                                                        | Greta                                                                      |
| 255                                                                        | Wolfgang                                                                   |
| 256                                                                        | Diva                                                                       |
| 257                                                                        | Klaus                                                                      |
| 258                                                                        | Daisy                                                                      |
| 259                                                                        | Stinky                                                                     |
| 260                                                                        | Tammi                                                                      |
| 261                                                                        | Tucker                                                                     |
| 262                                                                        | Blanche                                                                    |
| 263                                                                        | Gaston                                                                     |
| 264                                                                        | Marshal                                                                    |
| 265                                                                        | Gala                                                                       |
| 266                                                                        | Joey                                                                       |
| 267                                                                        | Pippy                                                                      |
| 268                                                                        | Buck                                                                       |
| 269                                                                        | Bree                                                                       |
| 270                                                                        | Rooney                                                                     |
| 271                                                                        | Curlos                                                                     |
| 272                                                                        | Skye                                                                       |
| 273                                                                        | Moe                                                                        |
| 274                                                                        | Flora                                                                      |
| 275                                                                        | Hamlet                                                                     |
| 276                                                                        | Astrid                                                                     |
| 277                                                                        | Monty                                                                      |
| 278                                                                        | Dora                                                                       |
| 279                                                                        | Biskit                                                                     |
| 280                                                                        | Victoria                                                                   |
| 281                                                                        | Lyman                                                                      |
| 282                                                                        | Violet                                                                     |
| 283                                                                        | Frank                                                                      |
| 284                                                                        | Chadder                                                                    |
| 285                                                                        | Merengue                                                                   |
| 286                                                                        | Cube                                                                       |
| 287                                                                        | Claudia                                                                    |
| 288                                                                        | Curly                                                                      |
| 289                                                                        | Boomer                                                                     |
| 290                                                                        | Caroline                                                                   |
| 291                                                                        | Sparro                                                                     |
| 292                                                                        | Baabara                                                                    |
| 293                                                                        | Rolf                                                                       |
| 294                                                                        | Maple                                                                      |
| 295                                                                        | Antonio                                                                    |
| 296                                                                        | Soleil                                                                     |
| 297                                                                        | Apollo                                                                     |
| 298                                                                        | Derwin                                                                     |
| 299                                                                        | Francine                                                                   |
| 300                                                                        | Chrissy                                                                    |

| Sèrie 4 NA 17 de juny de 2016 EU 17 de juny de 2016 AUS 18 de juny de 2016 | Sèrie 4 NA 17 de juny de 2016 EU 17 de juny de 2016 AUS 18 de juny de 2016 |
| Número de carta                                                            | Personatge                                                                 |
| -------------------------------------------------------------------------- | -------------------------------------------------------------------------- |
| 301                                                                        | Isabelle                                                                   |
| 302                                                                        | Brewster                                                                   |
| 303                                                                        | Katrina                                                                    |
| 304                                                                        | Phineas                                                                    |
| 305                                                                        | Celeste                                                                    |
| 306                                                                        | Tommy                                                                      |
| 307                                                                        | Gracie                                                                     |
| 308                                                                        | Leilani                                                                    |
| 309                                                                        | Resetti                                                                    |
| 310                                                                        | Timmy                                                                      |
| 311                                                                        | Lottie                                                                     |
| 312                                                                        | Shrunk                                                                     |
| 313                                                                        | Pavé                                                                       |
| 314                                                                        | Gulliver                                                                   |
| 315                                                                        | Redd                                                                       |
| 316                                                                        | Zipper T. Bunny                                                            |
| 317                                                                        | Goldie                                                                     |
| 318                                                                        | Stitches                                                                   |
| 319                                                                        | Pinky                                                                      |
| 320                                                                        | Mott                                                                       |
| 321                                                                        | Mallary                                                                    |
| 322                                                                        | Rocco                                                                      |
| 323                                                                        | Katt                                                                       |
| 324                                                                        | Graham                                                                     |
| 325                                                                        | Peaches                                                                    |
| 326                                                                        | Dizzy                                                                      |
| 327                                                                        | Penelope                                                                   |
| 328                                                                        | Boone                                                                      |
| 329                                                                        | Broffina                                                                   |
| 330                                                                        | Croque                                                                     |
| 331                                                                        | Pashmina                                                                   |
| 332                                                                        | Shep                                                                       |
| 333                                                                        | Lolly                                                                      |
| 334                                                                        | Erik                                                                       |
| 335                                                                        | Dotty                                                                      |
| 336                                                                        | Pierce                                                                     |
| 337                                                                        | Queenie                                                                    |
| 338                                                                        | Fang                                                                       |
| 339                                                                        | Frita                                                                      |
| 340                                                                        | Tex                                                                        |
| 341                                                                        | Melba                                                                      |
| 342                                                                        | Bones                                                                      |
| 343                                                                        | Anabelle                                                                   |
| 344                                                                        | Rudy                                                                       |
| 345                                                                        | Naomi                                                                      |
| 346                                                                        | Peewee                                                                     |
| 347                                                                        | Tammy                                                                      |
| 348                                                                        | Olaf                                                                       |
| 349                                                                        | Lucy                                                                       |
| 350                                                                        | Elmer                                                                      |
| 351                                                                        | Puddles                                                                    |
| 352                                                                        | Rory                                                                       |
| 353                                                                        | Elise                                                                      |
| 354                                                                        | Walt                                                                       |
| 355                                                                        | Mira                                                                       |
| 356                                                                        | Pietro                                                                     |
| 357                                                                        | Aurora                                                                     |
| 358                                                                        | Papi                                                                       |
| 359                                                                        | Apple                                                                      |
| 360                                                                        | Rod                                                                        |
| 361                                                                        | Purrl                                                                      |
| 362                                                                        | Static                                                                     |
| 363                                                                        | Celia                                                                      |
| 364                                                                        | Zucker                                                                     |
| 365                                                                        | Peggy                                                                      |
| 366                                                                        | Ribbot                                                                     |
| 367                                                                        | Annalise                                                                   |
| 368                                                                        | Chow                                                                       |
| 369                                                                        | Sylvia                                                                     |
| 370                                                                        | Jacques                                                                    |
| 371                                                                        | Sally                                                                      |
| 372                                                                        | Doc                                                                        |
| 373                                                                        | Pompom                                                                     |
| 374                                                                        | Tank                                                                       |
| 375                                                                        | Becky                                                                      |
| 376                                                                        | Rizzo                                                                      |
| 377                                                                        | Sydney                                                                     |
| 378                                                                        | Barold                                                                     |
| 379                                                                        | Nibbles                                                                    |
| 380                                                                        | Kevin                                                                      |
| 381                                                                        | Gloria                                                                     |
| 382                                                                        | Lobo                                                                       |
| 383                                                                        | Hippeux                                                                    |
| 384                                                                        | Margie                                                                     |
| 385                                                                        | Lucky                                                                      |
| 386                                                                        | Rosie                                                                      |
| 387                                                                        | Rowan                                                                      |
| 388                                                                        | Maelle                                                                     |
| 389                                                                        | Bruce                                                                      |
| 390                                                                        | O'Hare                                                                     |
| 391                                                                        | Gayle                                                                      |
| 392                                                                        | Cranston                                                                   |
| 393                                                                        | Frobert                                                                    |
| 394                                                                        | Grizzly                                                                    |
| 395                                                                        | Cally                                                                      |
| 396                                                                        | Simon                                                                      |
| 397                                                                        | Iggly                                                                      |
| 398                                                                        | Angus                                                                      |
| 399                                                                        | Twiggy                                                                     |
| 400                                                                        | Robin                                                                      |

| Sèrie Welcome amiibo JP 23 de novembre de 2016 EU 25 de novembre de 2016 NA 2 de desembre de 2016 | Sèrie Welcome amiibo JP 23 de novembre de 2016 EU 25 de novembre de 2016 NA 2 de desembre de 2016 |
| Card number                                                                                       | Character                                                                                         |
| ------------------------------------------------------------------------------------------------- | ------------------------------------------------------------------------------------------------- |
| 01                                                                                                | Vivian                                                                                            |
| 02                                                                                                | Hopkins                                                                                           |
| 03                                                                                                | June                                                                                              |
| 04                                                                                                | Piper                                                                                             |
| 05                                                                                                | Paolo                                                                                             |
| 06                                                                                                | Hornsby                                                                                           |
| 07                                                                                                | Stella                                                                                            |
| 08                                                                                                | Tybalt                                                                                            |
| 09                                                                                                | Huck                                                                                              |
| 10                                                                                                | Slyvana                                                                                           |
| 11                                                                                                | Boris                                                                                             |
| 12                                                                                                | Wade                                                                                              |
| 13                                                                                                | Carrie                                                                                            |
| 14                                                                                                | Ketchup                                                                                           |
| 15                                                                                                | Rex                                                                                               |
| 16                                                                                                | Stu                                                                                               |
| 17                                                                                                | Ursala                                                                                            |
| 18                                                                                                | Jacob                                                                                             |
| 19                                                                                                | Maddie                                                                                            |
| 20                                                                                                | Billy                                                                                             |
| 21                                                                                                | Boyd                                                                                              |
| 22                                                                                                | Bitty                                                                                             |
| 23                                                                                                | Maggie                                                                                            |
| 24                                                                                                | Murphy                                                                                            |
| 25                                                                                                | Plucky                                                                                            |
| 26                                                                                                | Sandy                                                                                             |
| 27                                                                                                | Claude                                                                                            |
| 28                                                                                                | Raddle                                                                                            |
| 29                                                                                                | Julia                                                                                             |
| 30                                                                                                | Louie                                                                                             |
| 31                                                                                                | Bea                                                                                               |
| 32                                                                                                | Admiral                                                                                           |
| 33                                                                                                | Ellie                                                                                             |
| 34                                                                                                | Boots                                                                                             |
| 35                                                                                                | Weber                                                                                             |
| 36                                                                                                | Candi                                                                                             |
| 37                                                                                                | Leopold                                                                                           |
| 38                                                                                                | Spike                                                                                             |
| 39                                                                                                | Cashmere                                                                                          |
| 40                                                                                                | Tad                                                                                               |
| 41                                                                                                | Norma                                                                                             |
| 42                                                                                                | Gonzo                                                                                             |
| 43                                                                                                | Sprocket                                                                                          |
| 44                                                                                                | Snooty                                                                                            |
| 45                                                                                                | Olive                                                                                             |
| 46                                                                                                | Dobie                                                                                             |
| 47                                                                                                | Buzz                                                                                              |
| 48                                                                                                | Cleo                                                                                              |
| 49                                                                                                | Ike                                                                                               |
| 50                                                                                                | Tasha                                                                                             |

| Sèrie Welcome amiibo de Sanrio JP 23 de novembre de 2016 EU 25 de novembre de 2016 NA 2 de desembre de 2016 | Sèrie Welcome amiibo de Sanrio JP 23 de novembre de 2016 EU 25 de novembre de 2016 NA 2 de desembre de 2016 |
| Nombre de carta                                                                                             | Personatge                                                                                                  |
| --- | --- |
| S1 | Lila |
| S2 | Marty |
| S3 | Etoile |
| S4 | Fika |
| S5 | Chelsea |
| S6 | Tobi |

| Altres cartes   | Altres cartes | Altres cartes |
| Nombre de carta | Personatge    | Estrena |
| --------------- | ------------- | --- |
| CP              | Isabelle      | JP 1 d'agost de 2015 (revista "Chara Parfait") |
| CP              | K.K.          | JP 15 de març de 2016 (revista "Picopuri") |
| Leaf            | Goldie        | Inclòs al paquet de Animal Crossing: Happy Home Designer: JP 13 de novembre de 2015 EU 20 de novembre de 2015 JP 21 de novembre de 2015 AUS 21 de novembre de 2015 |
| Leaf            | Rosie         | Inclòs al paquet de Animal Crossing: Happy Home Designer: JP 13 de novembre de 2015 EU 20 de novembre de 2015 JP 21 de novembre de 2015 AUS 21 de novembre de 2015 |
| Leaf            | Stitches      | Inclòs al paquet de Animal Crossing: Happy Home Designer: JP 13 de novembre de 2015 EU 20 de novembre de 2015 JP 21 de novembre de 2015 AUS 21 de novembre de 2015 |

### Col·lecció Mario Sports Superstars
Aquesta línia de cartes serà compatible amb el joc Mario Sports Superstars.
| Sèrie 1         | Sèrie 1                 |
| Número de carta | Personatge              |
| --------------- | ----------------------- |
| 001             | Mario (beisbol)         |
| 002             | Luigi (golf)            |
| 003             | Bowser (futbol)         |
| 004             | Princesa Peach (tenis)  |
| 005             | Princesa Daisy (hípica) |

### Altres
Juntament amb el llançament de Pokkén Tournamnent el 18 de març de 2016 (19 a Australàsia) va sortir la carta Shadow Mewtwo.

## Videojocs compatibles i funcionalitat

Alguns dels figurins amiibo. La imatge dels figurins és l'artwork dels personatges. D'esquerra a dreta hi ha el figurí de Marth, Donkey Kong, Yoshi, Link, Pikachu, Palutena, Mario, Fox McCloud, Samus Aran, Vilatà, Princesa Peach, Kirby, Pit i Entrenador de Wii Fit.

L'accessori és compatible amb la zona NFC del Wii U GamePad, de la videoconsola Wii U i amb la Nintendo 3DS a partir d'un accessori d'infrarrojos que es començà a comercialitzar el 2015. La Nintendo Switch permetrà escanejar figures i cartes amiibo mitjant el Joy-Con.

### Wii U
- Super Smash Bros. for Wii U (2014)

Al contactar amb la zona NFC del Wii U GamePad, de la videoconsola Wii U, cadascuna d'aquestes figures transfereix la seva informació per al joc, i entrarà en batalles per elevar les seves habilitats per ser més poderós, en el cas de Super Smash Bros. for Nintendo 3DS i Wii U. Les joguines Amiibo també són capaces de rebre informació del joc, renovant els seus atributs i el registre dels fraus en què han estat personalitzats pel jugador.
- Mario Kart 8 (2014)[1]

El 13 de novembre de 2014 va rebre una actualització afegint compatibilitat amb aquestes figures, permetent als usuaris personalitzar els Miis amb vestits especials segons la figureta. Les deu estatuetes compatibles són: Mario, Luigi, Yoshi, Peach, Donkey Kong, Link, Kirby, Captain Falcon, Samus Aran i Fox McCloud. Les figures Mega Man, Pac-Man, Sonic, Toad, Wario, Aldeano, Estela, Bowser i Olimar funcionen des del 23 d'abril de 2015.
- Hyrule Warriors (2014)

L'amiibo de Link en Hyrule Warriors fa aparèixer l'aerodisc de The Legend of Zelda: Twilight Princess, que serveix per aixafar enemics. L'amiibo de Zelda farà aparèixer armes. Així doncs tots els amiibo que seran útils per a Super Smash Bros. també ho són per a Hyrule Warriors, fent aparèixer de forma aleatòria materials, armes o rúpies; aquesta funció s'afegí el novembre de franc en el joc. Els amiibo de la línia Splatoon també funcionen amb el joc.
- Captain Toad: Treasure Tracker (2015)[1]

La figura de Toad es pot aprofitar en Captain Toad: Treasure Tracker per desbloquejar uns "mini-escenaris" on s'han de trobar els Toads pixelats ocults, a partir del 20 de març de 2015 mitjançant una actualització de programari. La resta de figures desbloquegen vides extra. Els amiibo de la línia Splatoon també funcionen amb el joc.
- Mario Party 10 (2015)[1]

Allibera el mode "amiibo Party Mode", que permet funcions especials en els taulers relacionats amb els personatges, i emprant-los com a fitxes. Per exemple, en el de Mario hi ha una ruleta en el qual pot tocar-li al jugador un Mega Mushroom que permet a la fitxa aconseguir monedes derrotant els altres només passant-hi per sobre, i en el de Luigi és possible emprar l'aspiradora Succionaentes per robar monedes i estrelles. Són compatibles amb les figures de la línia "amiibo x Super Mario", així com les seves versions en la línia "amiibo x Super Smash Bros." i les figures de Wario i Estela i Destello de la línia "amiibo x Super Smash Bros.". La resta de figures desbloquegen tiquets en forma de Mario Party Points per adquirir col·leccionables. Escenejar l'amiibo de Mario Daurat desbloqueja l'ítem "Gold Token", que normalment és desbloquejat després d'aconseguir tots els tokens del tipus Gold al joc. Els amiibo de la línia Splatoon també funcionaran amb el joc.
- Kirby y el Pincel Arcoíris (2015)[74]

Els amiibo de Kirby, Rei Dedede i Meta Knight ajudaran al jugador. En un tràiler japonès, s'ha revelat que l'amiibo de Kirby permet fer servir l'habilitat Star Dash, el de Rei Dedede allibera el barret Rei Dedede que fa augmentar la vida del jugador, i el de Meta Knight allibera la màscara de Meta Knight que permet millorar la defensa de Kirby.
- Yoshi's Woolly World (2015)[1]

Al tocar un dels amiibo dedicats (que són suaus al tacte per ser fets de punt) amb el Wii U GamePad, un altre Yoshi apareixerà al joc, amb la possibilitat de jugar a Yoshi Doble. Aquí, com en el multijugador, es pot transformar a l'aliat en un cabdill de llana per llançar als enemics o per omplir rases de plataformes per creuar. Val a dir que altres figures, com Mario, Luigi, Peach, Link i Donkey Kong, fins a 40 exceptuant els Pokémon permeten carregar un disseny basat en el personatge representat a l'amiibo.
- amiibo Touch & Play: Nintendo Classics Highlights (2015)

El 30 d'abril de 2015 va ser llançat un programa de franc que permet als usuaris alliberar versions demostratives de jocs de NES i SNES del servei de consola virtual de la eShop de Wii U simplement col·locant un amiibo al Wii U GamePad. Cada toc al lector de NFC permet canviar d'etapa.
- Splatoon (2015)

Els amiibo de la línia Splatoon desbloquegen missions basades en aquest. Al completar-les, és possible adquirir armes i equipament exclusiu.
- Super Mario Maker (2015)

Utilitzant certes figures amiibo serà possible habilitar transformacions d'en Mario en personatges com Link, entrenadora de Wii Fit, Luigi, Yoshi i moltes altres figures que seran revelades al futur, segurament. Aparentment les habilitats característiques d'aquests personatges no seran utilitzades. A més, unes figures especials del 30è aniversari fan en Mario gran amb el Super Xampinyó que desbloquegen. La versió Inkling Girl de Mario pot també transformar-se en un Inkling Squid (pop) aplanat que pot saltar plataformes; a més, a l'entrar en nivell aquàtics com a Inkling Girl (i probablement també amb l'Inkling Boy) el jugador també controla en realitat Inkling Squid. Les targetes amiibo de la col·lecció Animal Crossing que funcionen amb Super Mario Maker són: Tom Nook, K.K. Slider, Resetti, Rover, Timmy & Tommy Nook, Blathers, Mabel, Kappa, Celeste, Kicks, Isabelle, Digby, Cyrus, Reese i Lottie.
- Skylanders SuperChargers (2015)

Quan siguin utilitzades al portal del nou Skylander, les figures Donkey Kong, Bowser, "Barrel Blaster" i "Clown Cruiser" habiliten versions nervioses dels personatges i dels seus respectius vehicles, que els jugadors poden aleshores utilitzar per concloure les missions del joc. Aquestes dues figures també poden ser "transformades" en figures amiibo per ser utilitzades en jocs de Nintendo. Aquestes figures amiibo tenen un interruptor que les fan compatibles amb els jocs que suportin els amiibo de Donkey Kong i Bowser originals.
- Mario Tennis: Ultra Smash (2015)

Les figures amiibo compatibles (llista per a publicar) poden ser utilitzades per col·laborar a partides multijugador en parelles, o ajudar a vèncer els experts adversaris del mode "Knockout Challenge". Com més jugui l'amiibo, per experiència guanya, i les seves habilitats milloren amb el temps. La figura de Mario Daurat desbloqueja el company homònim, mentres que la de Mario Platejat desbloqueja el Mario normal.
- Taiko Drum Master: Atsumete ☆ Tomodachi Dai Sakusen! (2015 JP)

Les figures de la sèrie Animal Crossing desbloquegen el mix Animal Crossing i la de Pac-Man la cançó Eat'em Up!; en ambdós casos es desbloquegen elements per utilitzar al mode Kisekae Shoot. Gairebé tots els altres amiibo desbloquegen "ovals", la moneda del joc que es pot utilitzar amb el Mecha-Don-Gasha.
- Animal Crossing: amiibo Festival (2015)

És un animat joc de tauler estil Mario Party però sense minijocs que fa ús obligatori de l'ús dels amiibo, i és protagonitzat pels personatges d'Animal Crossing.
- Mini Mario & Friends: amiibo Challenge (2016)

- Star Fox Zero (2015)

Es poden utilitar les figures de Falco o Fox per posar-se al capdavant dels models especials Black Arwing (amb millor atac i que permet dos objectius alhora, però rep més dany que l'Arwing normal) i Retro Arwings (basada en l'original Arwing de SNES) respectivament.
- Shovel Knight (2014)

La figura amiibo del personatge podrà ser utilitzada al joc Shovel Knight de Wii U per a desbloquejar un segon cavaller i jugar cooperativament, o per deixar l'heroi encara més poderós amb noves relíquies i habilitats a versions Wii U i Nintendo 3DS, i a més seran nous desafiaments on aquestes habilitats s'hagin d'utilitzar (o almenys el que s'ha anunciat fins ara).
- Pokkén Tournament (2016)

Durant les primeres còpies del joc es vendrà la targeta Shadow Mewtwo que desbloqueja el personatge més ràpid.
- Mario & Sonic at the Rio 2016 Olympic Games (2016)

Mario & Sonic en los Juegos Olímpicos - Rio 2016 per a Wii U és compatible amb totes les figures amiibo ja llançades, però només les de Mario i Sonic alliberen quelcom especial. La de Mario desbloqueja la "Mario League", on el seu Mii ha de competir contra els personatges Mario a una sèrie d'esdeveniments, on es guanya un vestit de Mario si al final resultes victoriós. La de Sonic és el mateix excepte que se substitueix "Mario" per "Sonic". Amb els altres amiibo es guanyen Coins o Rings que poden ser utilitzats per adquirir vestits addicionals per al seu Mii a la botiga "Item Stand".
- The Legend of Zelda: Twilight Princess HD (2016)

La figura amiibo de Wolf Link només es pot comprar dins un paquet del joc The Legend of Zelda: Twilight Princess HD per a Wii U, i serveix per desbloquejar un calabós extra (ple de grans desafiaments) al joc, anomenat Cave of Shadows. Després de completar-lo els cors de vida restants són gravats a la figura i poden ser utilitzats per recuperar el nombre de cors de vida corresponent dins la mateixa cova, o per intentar batre el rècord. Aquestes informacions que gravi el joc es podran transferir al proper The Legend of Zelda, i se'n revelaran més detalls en el futur. The Legend of Zelda: Twilight Princess HD també serà compatible amb alguns amiibo de la col·lecció Super Smash Bros.. Utilitzant les figures de Link o Toon Link, es pot renovar l'estoc de fletxes, mentre que les de Zelda i Sheik serveixen per recuerar els cors de vida, i la de Ganondorf fa que el Link rebi el doble de danys pels enemics.
- Star Fox Guard (2016)

Es poden utilitar les figures de Falco o Fox per rebre ajuda.
- The Legend of Zelda: Breath of the Wild (2017)

- Hive Jump (TBA 2017)

Els amiibo desbloquegen Relic Rooms especials amb tresors i desafiaments especials amagats.

### Nintendo 3DS
La new Nintendo 3DS (japonesa i australiana) disposa d'un component NFC. És possible registrar, esborrar les dades i ficar-li un pseudònim a un amiibo a partir de l'actualització 9.3.0-22 llançada el 9 de desembre de 2014, i amb la 9.6.0-24 llançada el 24 de març de 2015 per a versions anteriors. També serà compatible amb les consoles de Nintendo 3DS anteriors a la línia new a partir d'un accessori d'infrarrojos que es va començar a comercialitzar el 30 de juliol a les botigues japoneses, el 25 de setembre a Amèrica del Nord i el 2 d'octubre de 2015 a Europa, per coincidir amb el llançament d'Animal Crossing: Happy Home Designer.
- Super Smash Bros. for Nintendo 3DS (2014)[93]

Exactament igual que en Super Smash Bros. for Wii U.
- Ace Combat: Assault Horizon Legacy+ (2015)[94]

Les figures amiibo permeten personalitzar cada aeronau amb bucs temàtics depenent del personatge, així com la configuració interna. Són: F-22 Mario, F-35 Luigi, A-1 0A Bowser, Pak Fa Pac-Man; mitjançant amiibo només es pot Falken Fox, YF-23A Samus, F-16C Captain Falcon, Typhoon Peach, F/A-18E Donkey Kong, F-14D Link i F-15SE Zelda.
- One Piece: Super Grand Battle! X (2014 al Japó), lit. "One Piece: Súper Gran Batalla! X"

La revista japonesa Jump va anunciar que el joc seria des de principis de 2015 compatible amb certes figures amiibo que disfressarien els personatges i els dotarien de poders: Luffy de Mario o Luigi, Zoro de Link, Sanji de Fox McCloud, Nami d'entrenadora de Wii Fit, Franky de Donkey Kong, Brook de Marth, Chopper de Kirby, Usopp de Yoshi i Nico Robin de Samus Aran.
- Code Name: S.T.E.A.M. (2015)

Es podran fer servir els amiibo de Marth, Ike, Lucina i Robin per desbloquejar armes i atacs.
- Xenoblade Chronicles 3D (2015) (només per a New Nintendo 3DS (XL))

L'amiibo de Shulk permetrà alliberar fitxes que serveixen per desbloqueajr música i models de personatges. Val a dir que les fitxes també es poden aconseguir mitjançant StreetPass.
- Nintendo presenta: New Style Boutique 2 - ¡Marca tendencias! (2015)

Permet desbloquejar ítems especials amb l'ús de les figures amiibo. Segons el web oficial del joc, éspossible utilitzar tots els amiibo ja llançats de la línia "Super Smash Bros." i "Super Mario", però només algunes permeten desbloquejar "ítems de personatges" especials. Mario desbloqueja la seva gorra; Peach la seva corona; el Yoshi una caputxa temàtica; el Kirby una bossa de mà; Bowser, Toad i Luigi una pinça de cabell Super Estrella. A partir de l'actualització 1.2.0 estrenada el 4 de juny va ser possible utilitzar els amiibo de Dr. Mario i Yoshi de llana.
Amb el seu llançament europeu el 20 de novembre de 2015 s'afegeix la compatibilitat amb les figures amiibo següents: entrenadora de Wii Fit ("Yoga Earrings"), Canela ("Town Secretary Shirt"), Zelda ("Princess Tiara"), Palutena ("Goddess Top"), Marth ("Warrior Skirt"), Zero Suit Samus ("Bounty Hunter Boots"), Inkling Girl ("Inky Leggins"), Estela ("Starry Dress"), Sheik ("Sheikah Scarf") i Samus Aran ("Galactic Visor").
- Chibi-Robo!: Zip Lash (2015)

A diferència dels altres jocs, Chibi-Robo ara és l'estrella d'un petit plataformes en el qual pot utilitzar el seu cable per fuetejar enemics i trencar blocs i parets pels nivells de desplaçament lateral. Sense oblidar el gènere anterior, Guru-Guru Chibi-Robo encara ofereix elements com per exemple la constant càrrega del personatge robot. Els punts guanyats completant nivells pujarà de nivell a la figura amiibo que sortirà amb el joc al novembre de 2015, garantint als jugadors ítems de col·lecció. Tocant l'amiibo durant la jugabilitat també transformarà el petit robot en Super Chibi-Robo, una millor versió amb un elegant treball de pintura d'or. La funció de totes les altres figures amiibo a Chibi-Robo!: Zip Lash consisteix en guanyar monedes per comprar ítems. A més d'això, al escanejar qualsevol figura amiibo (excepte Pikachu, Lucario, Charizard, Greninja, Jigglypuff, Sonic, Pac-Man i Mega Man) serà possible guanyar una figura de Chibi-Robo fent la posició d'aquest amiibo a través de la Toy Capsule Machine.
- Animal Crossing: Happy Home Designer (2015)

Al escenar la targeta amiibo de la sèrie Animal Crossing és possible decorar-li l'habitació. Un cop acabat, es poden escanejar més targetes per convidar els altres animals a la sala. Tant les targetes com el joc sortiran a la tardor de 2015 a Occident i al Japó el 31 de juliol. Alhora sortirà un lector/gravador de NFC per a consoles de la família 3DS anteriors a la New Nintendo 3DS.
- Picross 3D: Round 2 (2015 JP/2016)

Els jugadors hauran de trencar caps, o millor, els blocs, per resoldre 300 nous enigmes en 3D, "esculpint" els més variats tipus d'éssers i objectes, com pingüins, gats, lleons, pops, dinosaures, bebès, arbres de Nadal, helicòpters, etc. És compatible amb deu figures amiibo diferents: Mario, Luigi, Peach, Yoshi, Toad, Bowser, Link, Kirby, Mega Knight i King Dedede. Cada amiibo podrà ser utilitzat per alliberar puzzles especials relacionats amb els respectius personatges.
- Word Puzzles by POWGI (2015)

El nom de qualsevol amiibo escanejat s'afegeix als mots encreuats.
- Mario & Luigi: Paper Jam Bros. (2015)

18 estatuetes diferents podran ser utilitzades, i cadascuna d'elles alliberant una targeta especial dins el joc que pot ser utilitzada d'alguna manera durant les batalles. Les figures utilitzades són: de la col·lecció Super Smash Bros. hi ha Mario, Peach, Yoshi, Luigi, Bowser i Dr. Mario; de Super Mario hi ha Mario, Peach, Toad, Luigi, Bowser i Yoshi; de Yoshi's Woolly World hi ha Green Yarn Yoshi, Pink Yarn Yoshi, Blue Yarn Yoshi i Mega Yarn Yoshi, i de Super Mario Maker hi ha Mario Classic Color i Mario Modern Color.
- Mario & Sonic at the Rio 2016 Olympic Games (2016)

El joc és compatible amb les figures amiibo, concretament les de Mario, Sonic i Dr. Mario (sèrie Super Smash Bros.), Mario i Gold Mario (sèrie Super Mario) i Classic Colours Mario i Modern Colours Mario (Super Mario Bros. 30th Anniversary). Aquests amiibo poden ser utilitzats per augmentar els atributs del seu Mii amb nous vestits, però hi ha un important detall a ser considerat: només es pot utilitzar cada figura amiibo per 24 hores.
- Fire Emblem Fates (2016)

Funcionalitat desconeguda.
- Hyrule Warriors Legends (2016)

Igual que amb Hyrule Warriors.
- Shovel Knight (2014)

La figura amiibo del personatge podrà ser utilitzada al joc Shovel Knight de 3DS per deixar l'heroi encara més poderós amb noves relíquies i habilitats a versions Wii U i Nintendo 3DS, i a més seran nous desafiaments on aquestes habilitats s'hagin d'utilitzar (o almenys el que s'ha anunciat fins ara).
- Mega Man Legacy Collection (2016)

Funcionalitat desconeguda.
- Mini Mario & Friends: amiibo Challenge (2016)

- Kirby: Planet Robobot (2016)

Kirby: Planet Robobot per a Wii U, que serà llançat el 10 de juny juntament amb una sèrie de figures amiibo que inclou Kirby, Rei Dedede, Meta Knight i Waddle Dee, i que serveixen per oferir a Kirby una habilitat especial de còpia específica per a cada joc, mentre que utilitzant el de Kirby es podrà aconseguir l'habilitat Ovni.
- Metroid Prime: Federation Force / Metroid Prime: Blast Ball (2016)

El joc té compatibilitat amb les figures amiibo de Mario i Bowser. Aquestes figures serveixen per desbloquejar contingut al mode "Blast Ball", que és una espècie de futbol on els xuts se substitueixen per tirs dels metàl·lics jugadors de la Federation Force. Utilitzant l'amiibo de Mario s'allibera una pintura vermella i blava per al seu Mech, i en cas que la figura escanejada sigui la de Bowser els colors de la pintura seran groc i verd. Metroid Prime: Federation Force és compatible també amb les figures amiibo de Samus i Zero Suit Samus, que porten nous dibuixos i també altres millores per al Mech en mode campanya.
- Mario Party: Star Rush (2016)

Serveixen les figures següents de les col·leccions Super Smash Bros. i Super Mario: Mario, Luigi, Peach, Bowser, Bowsy, Yoshi, Donkey Kong, Diddy Kong, Estela, Wario i Daisy; les figures de Wario i Waluigi de Super Mario; les figures Mario Classic Colors i Mario Modern Colors de Mario 30th Anniversary; Green Yarn Yoshi, Light-Blue Yarn Yoshi, Pink Yarn Yoshi i Mega Yarn Yoshi de Yoshi's Woolly World; Dr. Mario de Super Smash Bros. i Hammer Slam Bowser i Turbo Charge Donkey Kong de Skylanders SuperChargers.
Utilitzant una figura amiibo compatible al mode Toad Scramble, el personatge corresponent apareix com a aliat del Toad al tauler des del principi de la partida, i porta amb aquest un ítem estrany que augmenta les possibilitats de guanyar. En cas que hi hagi dades del joc Mario Party 10 gravats a la figura, el jugador rep un dau extra a les seves jugades. Utilitzant els amiibo a altres modes, es pot jugar amb un personatge amiibo, rebre blocs de daus especials, etc. La figura amiibo de Boo només pot ser utilitzada perquè aparegui un Boo al fons de l'escenari del mode Boo's Block Party i per obrir l'estampat corresponent al mode Character Museum. La figura amiibo de Dr. Mario té una funció extra, la d'alliberar una sintonia addicional al mode Rhythm Recital. Les figures amiibo de Bowser, Bowsy i Hammer Slam Bowser només es poden utilitzar per obrir l'estampat corresponent al mode Character Museum.
- Animal Crossing: New Leaf (2014)

El joc és compatible amb figures amiibo a partir d'una actualització llançada el 2 de desembre de 2016, permetent portar un vilatà en concret al poble del jugador per interactuar-hi. Aquests personatges ofereixen també una mini consola Wii U o una mini New Nintendo 3DS/XL que dona accés als jocs Desert Island Escape i Animal Crossing Puzzle League. El mateix dia van sortir cinquanta cartes amiibo més una mini-línia extra de Sanrio, que porten alguns personatges clàssics de la sèrie i les seves RV, i també va sortir un paquet en format físic on el joc ja ve actualitzat.
- Azure Striker Gunvolt 2 (2016)

Habilita una batalla exclusiva on es pot jugar com a Gunvolt o Copen contra Shovel Knight; derrotant-lo el jugador ot millorar les seves habilitats amb receptes per al Shovel Ring i Code of Shovelry.
- Azure Striker Gunvolt: Striker Pack (2016)

Habilita una batalla exclusiva on es pot jugar com a Gunvolt o Copen contra Shovel Knight; derrotant-lo el jugador ot millorar les seves habilitats amb receptes per al Shovel Ring i Code of Shovelry.
- NicoNico (2016 eShop JP)

Utilitzant els amiibo de Callie o de Marie permeten veure una versió especial de la segona actuació en directe; permeten veure la gravació des de diferents angles i canviar el color dels comentaris.
- Teddy Together (2016)

Utilitzant la figura una vegada al dia permet rebre monedes que després es poden bescanviar en llaminadures que desbloquegen nous colors de pell, roba i llavors per plantar al jardí.
Tap a figure once a day to receive coins, with these coins you can purchase special lollies that unlock new fur colours, clothes and even seeds to plant in the garden
- Miitopia (2016)

Miitopia, un RPG amb batalles protagonitzat pels Mii, serà acompatible amb més de quaranta figures amiibo diferents, que permeten alliberar els vestits corresponents per als personatges al joc. A la col·lecció Super Smash Bros. funcionaran Mario, Peach, Yoshi, Donkey Kong, Link, Samus, Kirby, Luigi, Zelda, Rosalina, Bowser, Toon Link, Sheik, Dr. Mario, Ganondorf, Zero Suit Samus i Ness; de la col·lecció Super Mario serviran Mario, Luigi, Peach, Yoshi, Toad, Bowser, Gold Mario, Rosalina, Donkey Kong i Daisy; de la col·lecció Splatoon van Inkling Boy, Inkling girl, Squid, Callie i Marie; de la de Yoshi's Woolly World van Green/Pink/Light Blue Yarn Yoshi i Big Yarn Yoshi; de la col·lecció Animal Crossing van Isabelle (ambdues versions), K.K. Slider, Tom Nook i Mr. Resetti; de la de The Legend of Zelda van Ocarina of Time Link, 8-Bit Link, Toon Link i Toon Zelda, i també els amiibo Modern i Clasic del 30è aniversari de Mario i Kirby de la col·lecció homònima.
- Bye-Bye! BoxBoy! (2017)

La figura de Qbby permet habilitar secrets específics.
- Poochy & Yoshi's Woolly World (2017)

És compatible amb una figura de Poochy que permet ajudar el personatge en els nivells. La resta de figures desbloquegen dissenys específics.
- Mario Sports Superstars (2017)

Compta amb una línia pròpia de 90 cartes que desbloquegen versions superstar de certs personatges.
- Fire Emblem Echoes: Shadows of Valentia (2017)

Les figures d'Alm i Celica desbloquegen una masmorra especial on els jugadors poden lluitar amb caps i recollir ítems.
Les figures amiibo Fire Emblem de la col·lecció Super Smash Bros. es poden utilitzar per invocar un heroi imaginari d'aquell personatge durant la batalla.
Es poden utilitzar altres amiibo compatibles per invocar un monstre aliat addicional per lluitar junt amb el jugador durant un torn.
- Hey! Pikmin (2017)

Utilitzant la figura de Pikmin o d'Olimar apareixen reforços Pikmin durant les expedicions; la figura de Pikmin pot pujar de nivell si es recullen Pikmins a Pikmin Park, permetent avisar a més Pikmin durant les expedicions.
- Kirby's Blowout Blast (2017, eShop)

Les figures amiibo de Kirby construeixen una estàtua a la plaça que reprodueix música.
- Metroid Samus Returns (2017)

Certes figures amiibo compatibles desbloquegen contingut i funcions addicionals.
- Monster Hunter Stories (2017)

Accessoris amiibo compatibles desbloquegen ítems bonus com pocions antigues, pols de la vida i altres materials d'alt nivell que poden servir en l'aventura.
- Mario & Luigi: Superstar Saga + Bowser's Minions (2017)

Amb una figura amiibo compatible es desbloqueja nou equipament, ítems i mongetes que permeten a E. Gadd crear nous accessoris i millores d'estadístiques permanents.
- Fire Emblem Warriors (2017)

Qualsevol figura amiibo de la col·lecció Fire Emblem habilita armes i ítems per ajudar els personatges.
- Mario Party: The Top 100 (2017)

Certes figures amiibo compatibles permeten rebre bonus a l'illa minijocs.
- Nintendo presenta: New Style Boutique 3 - Estilismo para celebrities (2017)

Desbloqueja vestimenta basada en el personatge de la figura.

### Nintendo Switch
- The Legend of Zelda: Breath of the Wild (2017)

- Mario Kart 8 Deluxe (2017)

- Splatoon 2 (2017)

Compatible amb totes les figures amiibo de la col·lecció Splatoon; utilitzant-los, el personatge de la figura apareixerà en el joc i es farà amiga dels jugadors, que recordarà les armes preferides, així com la vestimenta i configuracions.
- Pokkén Tournament DX (2017)

Tots els amiibo desbloquegen vestimenta, títols i monedes del joc per a l'avatar.
- Mario + Rabbids Kingdom Battle (2017)

Desbloqueja contingut dins el joc.
- Fire Emblem Warriors (2017)

Qualsevol figura amiibo de la col·lecció Fire Emblem habilita armes i ítems per ajudar els personatges.
- Super Mario Odyssey (2017)

Els accessoris amiibo compatibles permeten tenir accés a una varietat d'útils ajudes opcionals; alguns habiliten vestits per en Mario.
- The Elder Scrolls V: Skyrim (2017)

Utilitzant figures amiibo de Zelda una vegada al dia donen la possibilitat d'aconseguir equipament de la sèrie.
Super Mario Odyssey for Nintendo Switch
Fire Emblem Warriors box art
Fire Emblem Warriors Chrom amiibo
Use any Fire Emblem™ themed amiibo™ figure (sold separately), like Chrom, Tiki, or Marth.

## Anunci i pre-llançament

### Fons
Toys for Bob i la seva empresa matriu Activision havia ofert una oportunitat per a Nintendo per ser un soci en una nova franquícia de videojocs coneguda com a Skylanders, que utilitzaria les estatuetes de personatges amb RFID i un component especial lector per interactuar amb el joc en si, i podria emmagatzemar dades en la figura mateixa, com les estadístiques del personatge corrosponding. Mentre que Nintendo va passar en el tracte, la franquícia en si es va convertir ràpidament en una de les franquícies més reeixides de Activison, al seu llançament com una spin-off de la sèrie Spyro the Dragon, i també va donar lloc a la competència de Disney Interactive Studios, que alliberaria un joc similar conegut com a Disney Infinity el 2013.
El març de 2013, Nintendo va llançar a la venda a tot el món a la Nintendo eShop Pokémon Rumble U, el primer joc per a la Wii U per utilitzar el suport de comunicació de camp proper del seu controlador per a permetre estatuetes interactives.

### Anunci
Segons Satoru Iwata s'havien d'aprofitar les característiques del Wii U GamePad en declaracions fetes durant el maig de 2014. Va ser anunciada una línia de figurins amb el mateix propòsit i jugabilitat des del 8 de maig de 2014 amb el nom de NFP (Nintendo Featured Platform), i en l'E³ del 2014 es va anomenar Amiibo.
En una entrevista a US News, el president de Nintendo of America Reggie Fils-Aime va dir que, a diferència dels Skylanders d'Activision i els Disney Infinity de The Walt Disney Company, l'objectiu dels Amiibo no és desbloquejar contingut, sinó millorar les habilitats del seu personatge preferit en jocs com, per exemple, Super Smash Bros. for Nintendo 3DS i Wii U.
En una entrevista a IGN, el gerent de la concessió de llicències Damon Baker va dir que Nintendo estava experimentant a dur els amiibo a jocs de terceres companyies.
Iwata va afirmar el 17 de febrer que molta gent encara no coneixia la funció dels amiibo, i va explicar que Nintendo continuaria promovent la compatibilitat de les figuretes amb jocs llançats per a 3DS i Wii U, perquè aquesta plataforma pugui gaudir d'un auge i els amiibo es tornin preuats pels consumidors. Segons el president de Nintendo, la companyia va crear una nova tendència en llançar els amiibo al mercat, principalment la manera en què interactuen amb els jocs, podent tenir efectes diferents per a cada joc. Satoru Iwata va destacar en una entrevista al març a la revista Time també que Nintendo ha provat de diferenciar-les dels seus "competidors" en la forma en què s'ofereixen a les prestatgeries de les botigues.
James Honeywell, Cap de Màrqueting al Consumidor de Nintendo del Regne Unit, va dir que els amiibo han estat creats principalment per un alt nombre de col·leccionadors, però ha ressaltat que, tot i l'escassa disponibilitat de certes figures, encara és possible trobar algunes figures més rares a les botigues. Malgrat aquest èxit dels amiibo per als col·leccionistes, la intenció de Nintendo és que el públic més jove sigui un creixent interès per la seva nova plataforma de joguines intel·ligents, així com en els seus usos variats en els jocs de Wii U i 3DS. Honeywell també va parlar sobre els jocs de la competència d'altres companyies que també utilitzen les seves pròpies joguines per distribuir continguts addicionals, com Disney Infinity, Skylanders, i les pròximes LEGO Dimensions.
Algunes figures van sortir al Brasil l'1 de juny de la mà del distribuidor NC Games.
Segons una declaració feta pel president de Nintendo, Tatsumi Kimishima, al diari japonès Sankei el desembre de 2015, Nintendo assegura el potencial dels amiibo, i té plans ben ambiciosos respecte a la seva més important funcionalitat.
Les figura amiibo número 100, les de les Squid Sisters, van sortir el 8 de juliol a Amèrica del Nord.

## Recepció

### Prellançament
Segons el prestigiós institut d'investigació Interpret, els Amiibos estan entre les joguines intel·ligents més desitjades en Estats Units, Europa i Brasil. Jason Coston, gerent d'investigació d'Interpret, va revelar a Toy News que el nivell d'interès públic en les joguines Amiibo ja era alta, fins i tot abans de la presentació oficial realitzada per Nintendo en l'E3 2014. Altra dada interessant revelat per aquest estudi és que prop de 72 milions de nens tothom està interessat en les joguines intel·ligents.
Segons la botiga Amazon.com, l'Amiibo de Link va ser el més reservat de tota la línia de figurins programats per a llançar-se juntament amb Super Smash Bros. for Wii U a 15 de setembre de 2014.

### Premis i nominacions
En els Gamescom 2014 Awards, esdeveniment que començà el 13 d'agost de 2014 a Colònia (Alemanya), ha estat nominada la línia Amiibos com a "Millor Perifèric/Hardware".

### Màrqueting
Alguns dels jocs que ja tenien planejada la funció d'amiibo abans de llançar-se tenen una icona a la part superior dreta que mostra que és compatible, substituint a la de Nintendo Network.
La figura de Shulk és exclusiva per a GameStop, la de Meta Knight per a Best Buy, la de Lucario per a Toys 'R' Us i la de Rosalina & Luma per a Target. Totes aquestes figures, encara que haurien de sortir el febrer de 2015 (excepte la de Meta Knight), ja estaven a la venda al Nintendo World Store de Nova York el 27 de gener de 2014. La de Ness i de Greninja són de GameStop i de la de Jigglypuff és de Target. Pit Sombrío és de Best Buy tant als Estats Units com al Canadà La figura de Palutena és exclusiva d'Amazon als Estats Units. El Skylanders SuperChargers Racing: Dark Edition (Wii), que inclou les figures Dark Hammer Slam Bowser i Dark Clown Cruiser, només estarà disponible a Toys "R" Us als EUA. La figura de Dr. Mario és exclusiva de Target als EUA i de Wal-Mart al Canadà i la de Bowser Jr. ho és al Toys "R" Us La figura Mario Classic Colors és exclusiva al Wal-Mart canadenc per separat i al Wal-Mart estatunidenc dins un pack de Wii U i Super Mario Maker. La figura de Mega Yarn Yoshi és exclusiva de Toys "R" Us dels EUA. La de Falco Lombardi és exclusiva del Best Buy dels EUA. La figura Lottie és exclusiva de Target als EUA. Les figures Turbo Charge Donkey Kong + Barrel Blaster i Hammer Slam Bowser + Clown Cruiser estan disponibles per separat a les botigues Smithy Toys al Regne Unit.
Durant la seva estrena diverses terceres companyies han anat distribuint fundes, maletes per dur-los, protectors transparents, entre d'altres.

### Vendes i problemes d'estoc i col·leccionisme
| Amiibo  | FY      | Q1  | Q2  | Q3   | Q4  | Any  | Total |
| ------- | ------- | --- | --- | ---- | --- | ---- | ----- |
|         |         |     |     |      |     |      |       |
| Figures | 2014–15 | N/D | N/D | 5.7  | 4.8 | 10.5 | 39.0  |
| Figures | 2015–16 | 4.2 | 6.4 | 9.9  | 4.2 | 24.7 | 39.0  |
| Figures | 2016–17 | 1.7 | 2.1 | -    | -   | 3.8  | 39.0  |
|         |         |     |     |      |     |      |       |
| Cartes  | 2015–16 | N/D | 8.6 | 12.9 | 7.4 | 28.9 | 30.6  |
| Cartes  | 2016–17 | 1.3 | 0.4 | -    | -   | 1.7  | 30.6  |

La línia amiibo va arribar al seu màxim de popularitat ràpidament, ja que hi havia reserves abans i tot que sortissin al públic. Mentre el president de Nintendo Satoru Iwata deia que els amiibo es mantindrien en estoc, també va dir que algunes seran "ofertes de temps limitat on cedirem les seves posicions a les noves un cop es venguin". La raresa de certs amiibo va influenciar els preus dirigits per venedors en línia i subhastes, on molts es poden veure superiors al preu recomanat de Nintendo. Als resultats financers del tercer trimestre de l'any fiscal fins al març de 2015, Satoru Iwata va dir que estava al corrent d'aquestes subhastes online que oferien "preus premium" de figures ja venudes, i va sorprendre's d'aquests fets. Certs amiibos que van arribar a la primera onada van tenir defectes de fàbrica i es van vendre a preus importants, com un amiibo de Samus Aran que tenia canons a ambdós braços en comptes d'un que es va vendre a eBay per 2.500 dòlars, mentre que un defecte de la Princesa Peach sense cames es va vendre per 25.100$.
El 2 d'abril de 2015, quan es van iniciar les reserves de la quarta onada de la sèrie Super Smash Bros. i la de Splatoon per al 29 de maig, el procés de reserva als Estats Units va rebentar tant al web de GameStop com al sistema de compra de les pròpies botigues. Nintendo va reconèixer aquests problemes a principis de maig de 2015. Amazon va avançar el procés sencer de reserva per aquestes onades; en comptes va bloquejar intervals específics de temps de la seva data de llançament on la figura no exclusiva i de la sèrie Super Mario Silver Mario estava disponible. El venedor va continuar aquesta pràctica amb la seva venda exclusiva de la figura de Palutena així com aquelles llançades l'11 de setembre de 2015.
En resposta a la manca de certs amiibo als Estats Units, Satoru Iwata va explicar a una sessió de preguntes i respostes el 17 de febrer que "un conflicte laboral en curs a la costa oest" va endarrerir la "descàrrega de mercaderies dels passats sis mesos", i aquesta era la causa de les absències de certs amiibo que havien de repartir-se abans de la seva estrena al novembre. Seguit aquest anunci, figures més estranyes com les de Wii Fit Trainer, Meta Knight i Ike van rebre rellançaments limitats a Amèrica del Nord. Als Estats Units, a l'estrena exclusiva de Best Buy de l'amiibo de Dark Pit, el venedor va anunciar que no faria cap reserva ni compra en línia i que es limitaven a vendre un amiibo per client. Mentre certes fonts de notícies com Kotaku van alegrar-se d'aquesta pràctica de Best Buy, alternativament en resposta a això (i la dificultat d'adquirir antics exclusius), altres, com Brian Altano, Jose Otero, i Peer Schneider de IGN, del podcast Nintendo Voice Chat, van animar als col·leccionadors americans a importar aquests ítems difícils de trobar.